# Apollo 7
Apollo 7 (11–22 tháng 10 năm 1968) là chuyến bay có người lái đầu tiên thuộc chương trình không gian Apollo của NASA. Sứ mệnh cũng chứng kiến cơ quan này tiếp tục các chuyến bay đưa con người vào vũ trụ kể từ sau vụ hỏa hoạn khiến ba phi hành gia Apollo 1 thiệt mạng trong cuộc thử nghiệm diễn tập cho phi vụ phóng vào ngày 27 tháng 1 năm 1967. Chỉ huy của phi hành đoàn Apollo 7 là Walter M. Schirra, với Donn F. Eisele làm phi công mô-đun chỉ huy và R. Walter Cunningham đảm nhiệm chức vụ phi công mô-đun Mặt Trăng (ông đã được chỉ định như vậy mặc dù Apollo 7 không mang theo Mô-đun Mặt Trăng).
Ba phi hành gia này ban đầu được lựa chọn để tham gia chuyến bay có người lái thứ hai trong chương trình Apollo và sau đó trở thành phi hành đoàn dự phòng cho Apollo 1. Sau vụ hỏa hoạn Apollo 1, các nhiệm vụ có người lái đã bị đình chỉ trong thời gian điều tra nguyên nhân tai nạn và thực hiện những cải tiến đối với tàu vũ trụ, các quy trình an toàn cũng như tiến hành những chuyến bay thử nghiệm không người lái. Phi hành đoàn rất quyết tâm trong việc ngăn chặn hoả hoạn tái diễn; họ đã dành nhiều thì giờ theo dõi việc xây dựng các mô-đun chỉ huy và dịch vụ Apollo (CSM) cho sứ mệnh. Quá trình huấn luyện vẫn được tiếp tục trong phần lớn khoảng thời gian tạm dừng kéo dài 21 tháng sau thảm họa.
Apollo 7 được phóng lên từ Trạm không quân Mũi Kennedy ở Florida vào ngày 11 tháng 10 năm 1968 và rơi xuống Đại Tây Dương sau mười một ngày. Sứ mệnh đã chứng kiến việc thử nghiệm bao quát đối với CSM và lần phát sóng trực tiếp đầu tiên từ tàu vũ trụ của Mỹ. Bất chấp căng thẳng giữa phi hành đoàn và những người điều khiển mặt đất, nhiệm vụ hoàn toàn thành công về mặt kỹ thuật, giúp NASA tự tin đưa Apollo 8 vào quỹ đạo quanh Mặt Trăng hai tháng sau đó. Một phần vì những căng thẳng này, không ai trong số phi hành đoàn bay vào vũ trụ nữa, mặc dù Schirra từng thông báo trước đó rằng ông sẽ nghỉ việc tại NASA sau chuyến bay. Apollo 7 đã hoàn thành nhiệm vụ thử nghiệm CSM của Apollo 1 trên quỹ đạo Trái Đất tầm thấp và đánh dấu một bước tiến quan trọng hướng tới mục tiêu đưa phi hành gia hạ cánh xuống Mặt Trăng của NASA.

## Bối cảnh và nhân sự
| Vai trò                   | Phi hành gia                                     | Phi hành gia                                     |
| ------------------------- | ------------------------------------------------ | ------------------------------------------------ |
| Chỉ huy                   | Walter M. Schirra Chuyến bay thứ ba và cuối cùng | Walter M. Schirra Chuyến bay thứ ba và cuối cùng |
| Phi công Mô-đun Chỉ huy   | Donn F. Eisele Chuyến bay duy nhất               | Donn F. Eisele Chuyến bay duy nhất               |
| Phi công Mô-đun Mặt Trăng | R. Walter Cunningham Chuyến bay duy nhất         | R. Walter Cunningham Chuyến bay duy nhất         |

Nhân sự thứ nhất là Schirra, một trong những phi hành gia của nhóm "Mercury Seven" thời đầu. Năm 1945, Schirra tốt nghiệp Học viện Hải quân Hoa Kỳ. 17 năm sau, ông bay trên Mercury-Atlas 8, chuyến bay thứ năm có người lái của Dự án Mercury và là chuyến bay thứ ba lên quỹ đạo, sau đó ông trở thành phi công chỉ huy cho Gemini 6A vào năm 1965. Vào thời điểm phóng Apollo 7, ông đang 45 tuổi và có quân hàm đại tá hải quân. Nhân sự thứ hai là Eisele. Năm 1952, Eisele tốt nghiệp Học viện Hải quân với bằng B.S. trong lĩnh vực hàng không. Ông quyết định gia nhập Không quân và là thiếu tá vào lúc tiến hành sứ mệnh, khi đó ông ở tuổi 38. Nhân sự thứ ba là Cunningham. Ông gia nhập Hải quân Hoa Kỳ năm 1951, bắt đầu huấn luyện bay vào năm sau và phục vụ trong phi đoàn Thủy quân lục chiến từ năm 1953 đến năm 1956. Vào thời điểm phóng Apollo 7, ông là một thường dân 36 tuổi, đang phục vụ trong lực lượng dự bị của Thủy quân lục chiến với cấp bậc thiếu tá. Ông có nhiều bằng cấp trong lĩnh vực vật lý của Đại học California, Los Angeles, gồm bằng B.A. năm 1960 và bằng Thạc sĩ năm 1961. Cả Eisele và Cunningham đều được chọn vào nhóm phi hành gia thứ ba của NASA vào năm 1963.
Eisele ban đầu được xếp vào một vị trí trong phi hành đoàn Apollo 1 của Gus Grissom cùng với Ed White, nhưng không lâu trước khi có thông báo chính thức vào ngày 25 tháng 3 năm 1966, Eisele đã bị dính chấn thương vai và cần phải phẫu thuật. Roger Chaffee thay ông đảm nhận vị trí này và Eisele được bổ nhiệm lại vào phi hành đoàn của Schirra.

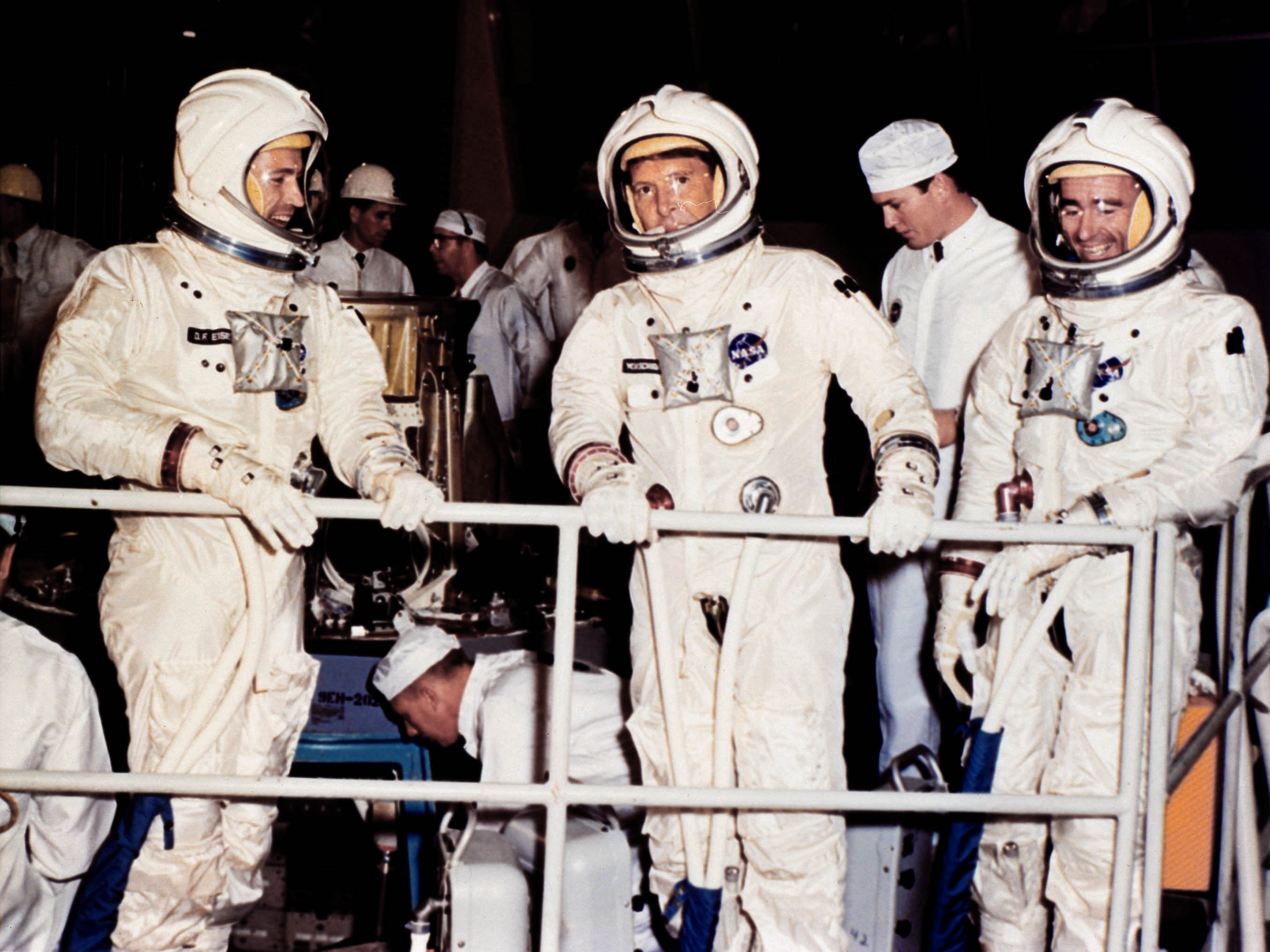
Phi hành đoàn của Schirra trong quá trình huấn luyện cho sứ mệnh Apollo 2 vào năm 1966

Schirra, Eisele và Cunningham lần đầu tiên được chỉ định trở thành phi hành đoàn Apollo vào ngày 29 tháng 9 năm 1966. Họ dự định sẽ thực hiện chuyến bay thử nghiệm thứ hai trên quỹ đạo Trái Đất của Mô-đun Chỉ huy Apollo (CM). Mặc dù rất vui mừng do được bổ nhiệm vào phi hành đoàn chính khi còn là một tân binh mà không phải phục vụ ở đội dự phòng, Cunningham vẫn lo lắng vì chuyến bay thử nghiệm thứ hai trên quỹ đạo Trái Đất, được đặt tên là Apollo 2, dường như sẽ không còn cần thiết nếu Apollo 1 thành công. Giám đốc Điều hành Phi hành đoàn Deke Slayton cũng là một phi hành gia trong nhóm Mercury Seven, nhưng đã phải ngừng bay vì lý do y tế và chuyển sang giám sát các nhà du hành vũ trụ. Cunningham về sau phát hiện ra rằng Slayton đã lên kế hoạch, với sự hỗ trợ của Schirra, sẽ chỉ huy sứ mệnh nếu ông có được giấy phép y tế; tuy vậy, điều này đã không xảy ra nên Schirra vẫn nắm quyền chỉ huy phi hành đoàn. Tháng 11 năm 1966, Apollo 2 bị hủy bỏ và phi hành đoàn của Schirra được bổ nhiệm làm dự phòng cho đội của Grissom. Thomas P. Stafford – chỉ huy dự phòng tại thời điểm đó của cuộc thử nghiệm thứ hai trên quỹ đạo – tuyên bố rằng nhiệm vụ bị hủy bỏ sau khi Schirra và phi hành đoàn gửi danh sách các yêu cầu lên ban quản lý NASA (Schirra muốn sứ mệnh bao gồm mô-đun Mặt Trăng cùng một CM có khả năng ghép nối với nó), và việc chỉ định làm dự phòng khiến Schirra phàn nàn Slayton và Chánh Văn phòng Phi hành gia Alan Shepard đã hủy hoại sự nghiệp của ông.
Ngày 27 tháng 1 năm 1967, phi hành đoàn của Grissom đang tiến hành thử nghiệm bệ phóng cho sứ mệnh dự kiến vào ngày 21 tháng 2 thì một đám cháy bùng phát trong cabin, cướp đi sinh mạng của cả ba phi hành gia. Tiếp nối là một cuộc đánh giá toàn diện về tính an toàn của chương trình Apollo. Không lâu sau vụ cháy, Slayton yêu cầu Schirra, Eisele và Cunningham thực hiện nhiệm vụ đầu tiên sau thời gian tạm dừng. Apollo 7 sẽ bay cùng tàu vũ trụ Block II được thiết kế cho các sứ mệnh Mặt Trăng, trái ngược với CSM Block I dùng trên Apollo 1, vốn chỉ nhằm mục đích sử dụng cho các sứ mệnh quay quanh quỹ đạo Trái Đất ban đầu do thiếu đi khả năng ghép nối với mô-đun Mặt Trăng. CM và bộ đồ vũ trụ của các phi hành gia được tái thiết kế toàn diện để giảm nguy cơ lặp lại vụ tai nạn đã cướp đi sinh mạng phi hành đoàn đầu tiên. Phi hành đoàn của Schirra sẽ thử nghiệm các hệ thống hỗ trợ sự sống, đẩy, hướng dẫn và điều khiển trong nhiệm vụ "kết thúc mở" này (có nghĩa là sứ mệnh sẽ được mở rộng mỗi khi vượt qua một bài kiểm tra). Thời lượng phi vụ bị giới hạn thành 11 ngày, giảm so với giới hạn 14 ngày ban đầu của Apollo 1.
Phi hành đoàn dự phòng bao gồm Chỉ huy Stafford, Phi công Mô-đun Chỉ huy John W. Young và Phi công Mô-đun Mặt Trăng Eugene A. Cernan. Về sau họ đã trở thành phi hành đoàn chính của Apollo 10. Ronald E. Evans, John L. 'Jack' Swigert và Edward G. Givens được chỉ định làm phi hành đoàn hỗ trợ cho sứ mệnh. Givens qua đời trong một vụ tai nạn xe hơi vào ngày 6 tháng 6 năm 1967 nên William R. Pogue được bổ nhiệm làm người thay thế ông. Evans đã tham gia thử nghiệm phần cứng tại Trung tâm Vũ trụ Kennedy (KSC). Swigert là liên lạc viên khoang vũ trụ (capsule communicator, viết tắt là CAPCOM) cho phi vụ phóng và nghiên cứu các khía cạnh điều hành của sứ mệnh. Pogue thì dành thời gian sửa đổi những thủ tục. Đội hỗ trợ cũng thay thế khi đội chính và đội dự phòng không thể có mặt.
CAPCOM, nhân sự thuộc Trung tâm Kiểm soát Sứ mệnh chịu trách nhiệm liên lạc với tàu vũ trụ (khi ấy luôn là một phi hành gia), gồm có Evans, Pogue, Stafford, Swigert, Young và Cernan. Các giám đốc chuyến bay là Glynn Lunney, Gene Kranz và Gerry Griffin.

## Chuẩn bị
Theo Cunningham, Schirra ban đầu không mấy quan tâm đến chuyến bay vũ trụ thứ ba nên đã bắt đầu tập trung vào sự nghiệp hậu NASA của mình. Tuy nhiên, việc thực hiện sứ mệnh đầu tiên sau thảm họa đã thay đổi mọi thứ: "Người ta nói Wally là người được chọn để giải cứu chương trình không gian có người lái. Và đó là một nhiệm vụ đáng để Wally quan tâm". Eisele lưu ý rằng, việc Apollo 7 sẽ thành công hay thất bại đóng vai trò rất lớn quyết định đến số phận toàn bộ chương trình không gian có phi hành đoàn.

Do hoàn cảnh vụ tai nạn, lúc đầu phi hành đoàn không mấy tin tưởng vào nhân viên nhà máy North American Aviation ở Downey, California, những người đã chế tạo các mô-đun chỉ huy Apollo, và họ quyết tâm theo dõi từng bước quá trình xây dựng và thử nghiệm phi thuyền. Mặc dù việc giám sát gây cản trở đối với công tác đào tạo, các thiết bị mô phỏng của CM vẫn chưa sẵn sàng và họ biết rằng sẽ còn rất lâu nữa mới đến ngày phóng. Phi hành đoàn đã dành ra nhiều quãng thời gian dài ở Downey. Các thiết bị mô phỏng được xây dựng tại Trung tâm Tàu vũ trụ có Người lái ở Houston và tại KSC ở Florida. Khi chúng đã sẵn sàng sử dụng, phi hành đoàn lại gặp khó khăn trong việc tìm đủ thời gian để thực hiện mọi công việc, ngay cả khi có sự trợ giúp của các đội dự phòng và hỗ trợ; phi hành đoàn thường làm việc 12 hoặc 14 tiếng mỗi ngày. Sau khi CM hoàn thành và được đưa đến KSC, trọng tâm đào tạo của phi hành đoàn chuyển sang Florida nhưng họ vẫn phải đến Houston để lập kế hoạch và họp kỹ thuật. Thay vì trở về nhà ở Houston vào cuối tuần, họ thường ở lại KSC để tham gia huấn luyện hoặc thử nghiệm tàu vũ trụ. Theo cựu phi hành gia Tom Jones trong một bài báo năm 2018, Schirra, "với bằng chứng không thể chối cãi về những rủi ro mà phi hành đoàn của ông sẽ gặp phải, giờ đây đã có đòn bẩy to lớn với ban quản lý tại NASA và North American, và ông đã sử dụng nó. Trong phòng họp hoặc trên dây chuyền lắp ráp tàu vũ trụ, Schirra luôn làm theo cách của mình".

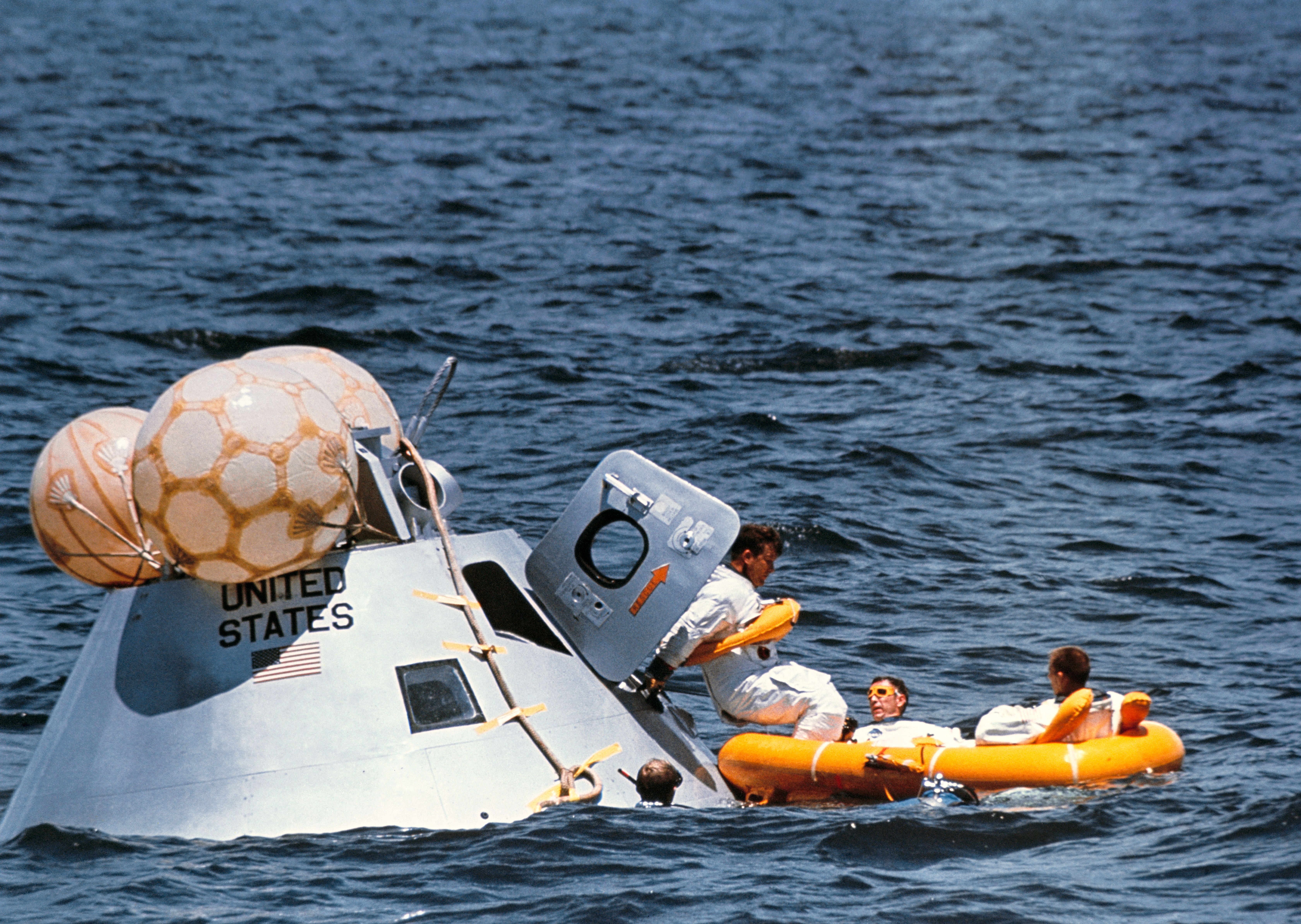
Phi hành đoàn trong quá trình huấn luyện thoát hiểm dưới nước

Phi hành đoàn Apollo 7 đã dành năm giờ huấn luyện cho mỗi giờ ở lại trên tàu mà họ liệu tính trước nếu sứ mệnh kéo dài đủ 11 ngày. Ngoài ra, họ còn tham dự những cuộc họp giao ban kỹ thuật cũng như các cuộc họp của phi công và tự mình nghiên cứu. Phi hành đoàn đã tiến hành huấn luyện sơ tán trên bệ phóng, huấn luyện thoát hiểm dưới nước để thoát khỏi phương tiện sau khi rơi xuống biển và học cách sử dụng thiết bị chữa cháy. Họ cũng huấn luyện trên Máy tính Dẫn đường Apollo (Apollo Guidance Computer) tại MIT. Mỗi thành viên phi hành đoàn dành ra 160 giờ trong các buổi mô phỏng CM, một vài trong số đó có sự tham gia trực tiếp của Trung tâm Kiểm soát Sứ mệnh ở Houston. Thử nghiệm "plugs out" (tạm dịch là "rút phích cắm") – cuộc thử nghiệm đã giết chết phi hành đoàn Apollo 1 – được tiến hành trên phi hành đoàn chính trong tàu vũ trụ nhưng với cửa sập vẫn mở. Một lý do khiến phi hành đoàn Apollo 1 thiệt mạng là vì không thể mở được cửa sập (cửa sập này chỉ mở được vào trong) trước khi ngọn lửa lan khắp cabin; vấn đề này đã được khắc phục trên Apollo 7.
Các mô-đun chỉ huy tương tự như chiếc dùng cho Apollo 7 được thử nghiệm trong quá trình chuẩn bị thực hiện sứ mệnh. Phi hành đoàn gồm ba người (Joseph P. Kerwin, Vance D. Brand và Joe H. Engle) đã ở trên một CM đặt trong buồng chân không tại Trung tâm Chuyến bay không gian có Người lái ở Houston trong 8 ngày vào tháng 6 năm 1968 để thử nghiệm các hệ thống tàu vũ trụ. Một phi hành đoàn khác (James Lovell, Stuart Roosa và Charles M. Duke) cũng dành 48 giờ trên biển trong chiếc CM được hạ xuống vịnh México từ một tàu hải quân vào tháng 4 năm 1968, nhằm mục đích kiểm tra xem các hệ thống sẽ phản ứng như thế nào với nước biển. NASA đã tiến hành các cuộc thử nghiệm sâu hơn vào tháng sau trong một bể chứa ở Houston. Những đám cháy được đốt trên một boilerplate CM bằng cách sử dụng các thành phần và áp suất khí quyển khác nhau. Kết quả dẫn đến quyết định sử dụng môi trường 60% oxy và 40% nitơ trong CM khi phóng, và sẽ được thay thế bằng oxy tinh khiết áp suất thấp hơn trong vòng 4 giờ để cung cấp khả năng chống cháy đầy đủ. Các boilerplate tàu vũ trụ khác cũng được thả xuống từ trên cao để thử nghiệm dù và mô phỏng thiệt hại có thể xảy ra nếu CM rơi xuống đất liền. Tất cả kết quả thu được đều thỏa đáng.
Trong quá trình chuẩn bị cho sứ mệnh, Liên Xô đã gửi các tàu thăm dò không người lái Zond 4 và Zond 5 (Zond 5 mang theo hai con rùa cạn) bay vòng quanh Mặt Trăng, phần nào báo trước cho một sứ mệnh có phi hành đoàn bay vòng quanh vệ tinh tự nhiên của Trái Đất. Vào lúc đó, Mô-đun Mặt Trăng (LM) của NASA đang gặp chậm trễ và Quản lý Tàu vũ trụ của Chương trình Apollo (Apollo Program Spacecraft Manager), George Low, đề xuất rằng nếu Apollo 7 thành công thì Apollo 8 sẽ đi vào quỹ đạo Mặt Trăng mà không cần LM. Việc chấp nhận lời yêu cầu của Low đã nâng cao ngân sách dành cho Apollo 7. Theo Stafford, Schirra "rõ ràng cảm nhận được toàn bộ sức nặng của chương trình nhằm thực hiện một sứ mệnh thành công, kết quả là ông trở nên hay chỉ trích thẳng thừng và mỉa mai nhiều hơn".
Trong suốt các chương trình Mercury và Gemini, kỹ sư của McDonnell Aircraft là Guenter Wendt đã lãnh đạo các đội bệ phóng tàu vũ trụ, chịu trách nhiệm cuối cùng về tình trạng của phi thuyền khi phóng. Ông nhận được sự tôn trọng và ngưỡng mộ từ các phi hành gia, bao gồm cả Schirra. Tuy nhiên, nhà thầu tàu vũ trụ đã thay đổi từ McDonnell (Mercury và Gemini) sang North American (Apollo), vì vậy Wendt không được làm chỉ huy bệ phóng cho Apollo 1. Schirra kiên quyết muốn có Wendt trở lại chỉ huy bệ phóng cho chuyến bay Apollo của mình, đến nỗi ông đã nhờ sếp Slayton thuyết phục ban quản lý North American thuê Wendt khỏi McDonnell, và đích thân Schirra cũng vận động người quản lý hoạt động phóng của North American thay đổi ca làm việc của Wendt từ nửa đêm sang ban ngày để ông có thể làm chỉ huy bệ phóng cho Apollo 7. Wendt cuối cùng vẫn lãnh đạo bệ phóng trong toàn bộ chương trình Apollo. Khi ông rời khỏi khu vực tàu vũ trụ lúc bệ được sơ tán trước giờ phóng, Cunningham nói, "Tôi nghĩ Guenter đang rời đi", và Eisele đáp lại, "Ừ, tôi nghĩ Guenter đã đi".

## Phần cứng

### Tàu vũ trụ

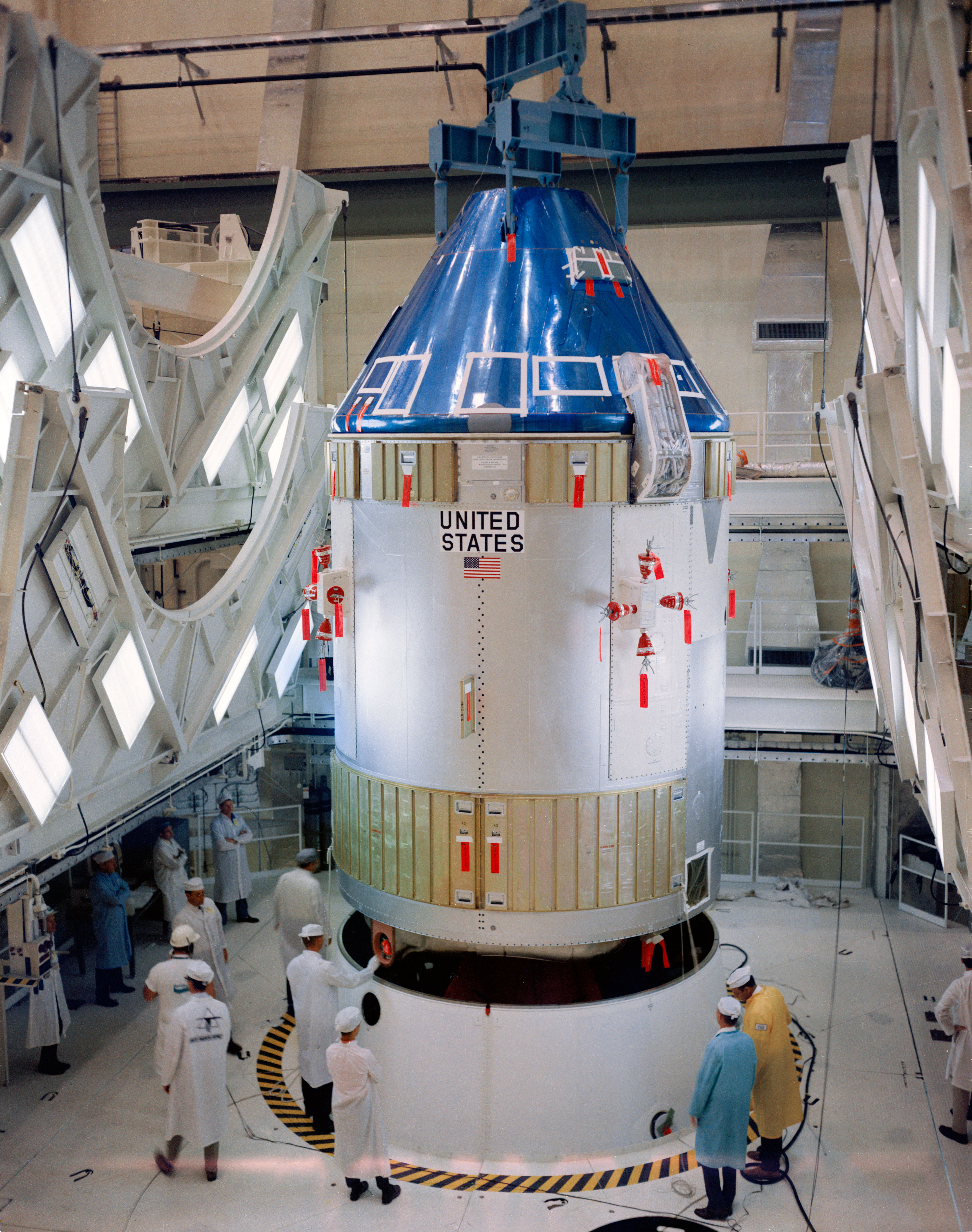
CSM-101 trước ngày phóng

Tàu vũ trụ Apollo 7 bao gồm Mô-đun Chỉ huy và Dịch vụ 101 (CSM-101), CSM Block II đầu tiên được bay. Tàu Block II có khả năng ghép nối với LM, mặc dù không có chiếc nào bay trên Apollo 7. Phi thuyền cũng bao gồm hệ thống thoát hiểm khi phóng (launch escape system) và adapter tàu vũ trụ-mô-đun Mặt Trăng (spacecraft-lunar module adapter, viết tắt là SLA, được đánh số là SLA-5). Tuy vậy, SLA lại không có LM mà thay vào đó cung cấp cấu trúc lắp ghép giữa mô-đun chỉ huy (SM) và Instrument Unit của S-IVB, với LM được thay thế bằng một vật củng cố kết cấu (structural stiffener). Hệ thống thoát hiểm khi phóng bị loại bỏ sau khi đánh lửa S-IVB, còn SLA thì ở lại trên chiếc S-IVB đã qua sử dụng khi CSM tách khỏi nó trên quỹ đạo.
Sau vụ hỏa hoạn Apollo 1, CSM Block II được thiết kế lại toàn diện – 1.300 trên tổng số 1.800 đề xuất thay đổi đã được triển khai cho Apollo 7. Nổi bật trong số này là chiếc cửa sập mới mở ra bên ngoài làm bằng nhôm và sợi thủy tinh, đối với nó, phi hành đoàn chỉ mất bảy giây để mở từ bên trong và đội ngũ bệ phóng là mười giây từ bên ngoài. Những thay đổi khác bao gồm thay thế đường ống nhôm trong hệ thống oxy cao áp bằng thép không gỉ, thay thế vật liệu dễ cháy bằng vật liệu không cháy (bao gồm thay công tắc nhựa thành công tắc kim loại). Ngoài ra, nhằm đảm bảo an toàn cho phi hành đoàn trong trường hợp hỏa hoạn, NASA đã bổ sung thiết bị chữa cháy và một hệ thống oxy khẩn cấp để bảo vệ họ khỏi khói độc.
Sau khi tàu Gemini 3 được Grissom gán cho cái tên Molly Brown, NASA đã cấm việc đặt tên cho tàu vũ trụ. Bất chấp lệnh cấm này, Schirra vẫn muốn đặt tên cho con tàu của mình là "Phoenix", nhưng đã bị NASA từ chối. CM đầu tiên được cấp một tín hiệu gọi khác với tên sứ mệnh là của Apollo 9, mang theo một LM sẽ tách khỏi nó và sau đó ghép nối lại, vì vậy cần có các tín gọi riêng biệt cho hai phương tiện.

### Phương tiện phóng

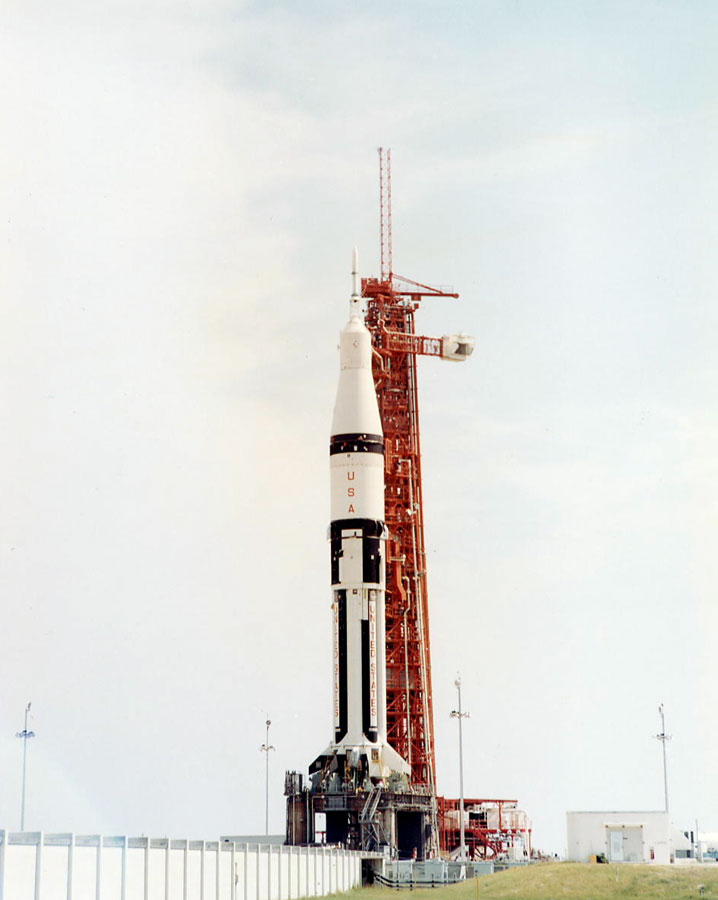
Tên lửa đẩy Saturn IB SA-205 của Apollo 7 tại Tổ hợp Phóng 34

Do chỉ bay ở quỹ đạo Trái Đất tầm thấp và không có LM, Apollo 7 đã được phóng lên bằng tên lửa đẩy Saturn IB thay vì chiếc lớn và mạnh mẽ hơn nhiều là Saturn V. Tên lửa này có định danh SA-205, và là chiếc Saturn IB thứ năm được bay – những chiếc trước đó không chở theo phi hành đoàn vào vũ trụ. Khác với các phiên bản tiền nhiệm, nó được lắp đặt đường dẫn nhiên liệu mạnh hơn cho bộ đánh lửa tăng cường trong những động cơ J-2, mục đích là để ngăn chặn việc lặp lại tình trạng ngừng hoạt động sớm như xảy ra trên chuyến bay không người lái Apollo 6; phân tích sau chuyến bay chỉ ra rằng đường dẫn nhiên liệu tới các động cơ J-2, cũng được sử dụng trong chiếc Saturn V được thử nghiệm trên Apollo 6, đã bị rò rỉ.
Saturn IB là tên lửa hai tầng, với tầng thứ hai là S-IVB tương tự như tầng thứ ba của Saturn V, chiếc được dùng trong tất cả các sứ mệnh Apollo sau này. NASA chỉ sử dụng lại Saturn IB sau khi chương trình Apollo kết thúc để đưa các phi hành đoàn trong Apollo CSM đến Skylab và cho Dự án thử nghiệm Apollo-Soyuz.
Apollo 7 là sứ mệnh Apollo có người lái duy nhất được phóng từ Tổ hợp Phóng 34 của Trạm không quân Mũi Kennedy. Tất cả các chuyến bay tiếp theo của tàu vũ trụ Apollo và Skylab (bao gồm cả Apollo-Soyuz) đều được phóng từ Tổ hợp Phóng 39 tại Trung tâm Vũ trụ Kennedy gần đó. Do bị xem là dư thừa, Tổ hợp Phóng 34 đã ngừng hoạt động vào năm 1969, khiến Apollo 7 trở thành sứ mệnh bay vào vũ trụ cuối cùng của con người được phóng từ Trạm không quân Mũi Kennedy trong thế kỷ 20.

## Điểm nhấn sứ mệnh
Mục đích chính của chuyến bay Apollo 7 là chứng minh CM Block II có thể ở được và đáng tin cậy trong khoảng thời gian cần thiết cho sứ mệnh Mặt Trăng, chứng minh rằng service propulsion system (SPS, động cơ chính của tàu vũ trụ) và hệ thống hướng dẫn của CM có thể gặp nhau (rendezvous) trên quỹ đạo, sau đó tái thâm nhập và hạ cánh chính xác. Ngoài ra, còn có một số mục tiêu cụ thể bao gồm đánh giá hệ thống thông tin liên lạc và độ chính xác của các hệ thống trên tàu như máy đo bể thuốc phóng. Nhiều hoạt động nhằm thu thập những dữ liệu này được lên lịch ở giai đoạn đầu trong nhiệm vụ, do đó nếu nhiệm vụ bị kết thúc sớm thì chúng cũng đã hoàn tất, cho phép thực hiện các sửa lỗi trước chuyến bay Apollo tiếp theo.

### Phi vụ phóng và cuộc thử nghiệm

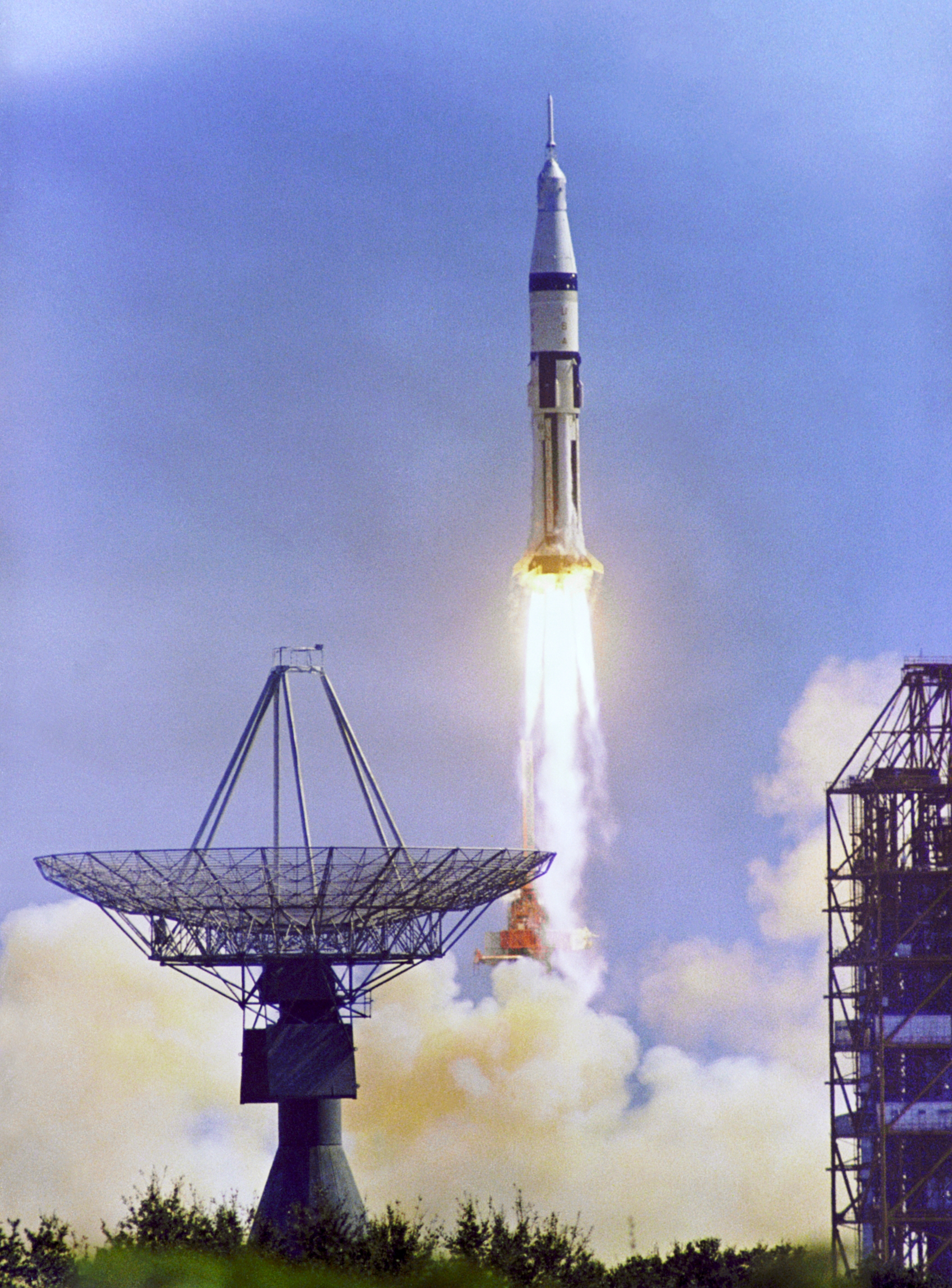
Khoảnh khắc cất cánh của Apollo 7

Apollo 7, chuyến bay vào vũ trụ có phi hành đoàn đầu tiên của Hoa Kỳ sau 22 tháng, được phóng từ Tổ hợp Phóng 34 lúc 11:02:45 EDT (15:02:45 UTC) thứ Sáu ngày 11 tháng 10 năm 1968.
Trong thời gian đếm ngược, gió đang thổi vào từ phía đông. Việc phóng trong điều kiện thời tiết này là vi phạm các quy tắc an toàn, vì trong trường hợp phương tiện gặp trục trặc và sứ mệnh bị hủy bỏ, CM có thể bị thổi bay trở lại đất liền thay vì hạ cánh trên mặt nước như thường lệ. Apollo 7 được trang bị những chiếc ghế dài dành cho phi hành đoàn kiểu Apollo 1 cũ, có khả năng bảo vệ kém hơn những chiếc sau này. Schirra sau đó kể lại rằng ông cảm thấy lẽ ra phải hủy bỏ việc phóng tàu, nhưng các nhà quản lý đã khước từ quy định này và ông buộc phải nhượng bộ trước áp lực.
Quá trình cất cánh diễn ra hoàn hảo; Saturn IB hoạt động tốt trong lần phóng có người lái đầu tiên và không gặp bất thường đáng kể nào ở giai đoạn tăng tốc. Các phi hành gia mô tả rằng quá trình này rất mượt mà. Chuyến bay đã giúp Schirra, 45 tuổi, trở thành người lớn tuổi nhất đi lên vũ trụ vào thời điểm đó, và, như thực tế chứng minh, là phi hành gia duy nhất thực hiện các sứ mệnh trong cả ba chương trình Mercury, Gemini và Apollo.

Trong vòng ba giờ đầu tiên của chuyến bay, phi hành đoàn đã thực hiện hai hành động mô phỏng những điều bắt buộc trong một sứ mệnh Mặt Trăng. Đầu tiên, họ điều khiển con tàu với S-IVB vẫn được gắn vào, như yêu cầu cho việc đốt cháy sẽ đưa các sứ mệnh trong tương lai lên vệ tinh tự nhiên của Trái Đất. Sau đó, khi đã tách khỏi S-IVB, Schirra quay CSM lại và tiếp cận mục tiêu cập bến được tô sơn trên S-IVB, mô phỏng thao tác ghép nối với LM trong các nhiệm vụ Mặt Trăng trước khi tách (extract) tổ hợp phi thuyền. Sau khi giữ khoảng cách (station-keeping) với S-IVB trong 20 phút, Schirra để nó trôi đi, đặt một khoảng dài 76 dặm (122 km) giữa CSM và tầng tên lửa để chuẩn bị cho nỗ lực thực hiện cuộc hẹn vào ngày hôm sau.

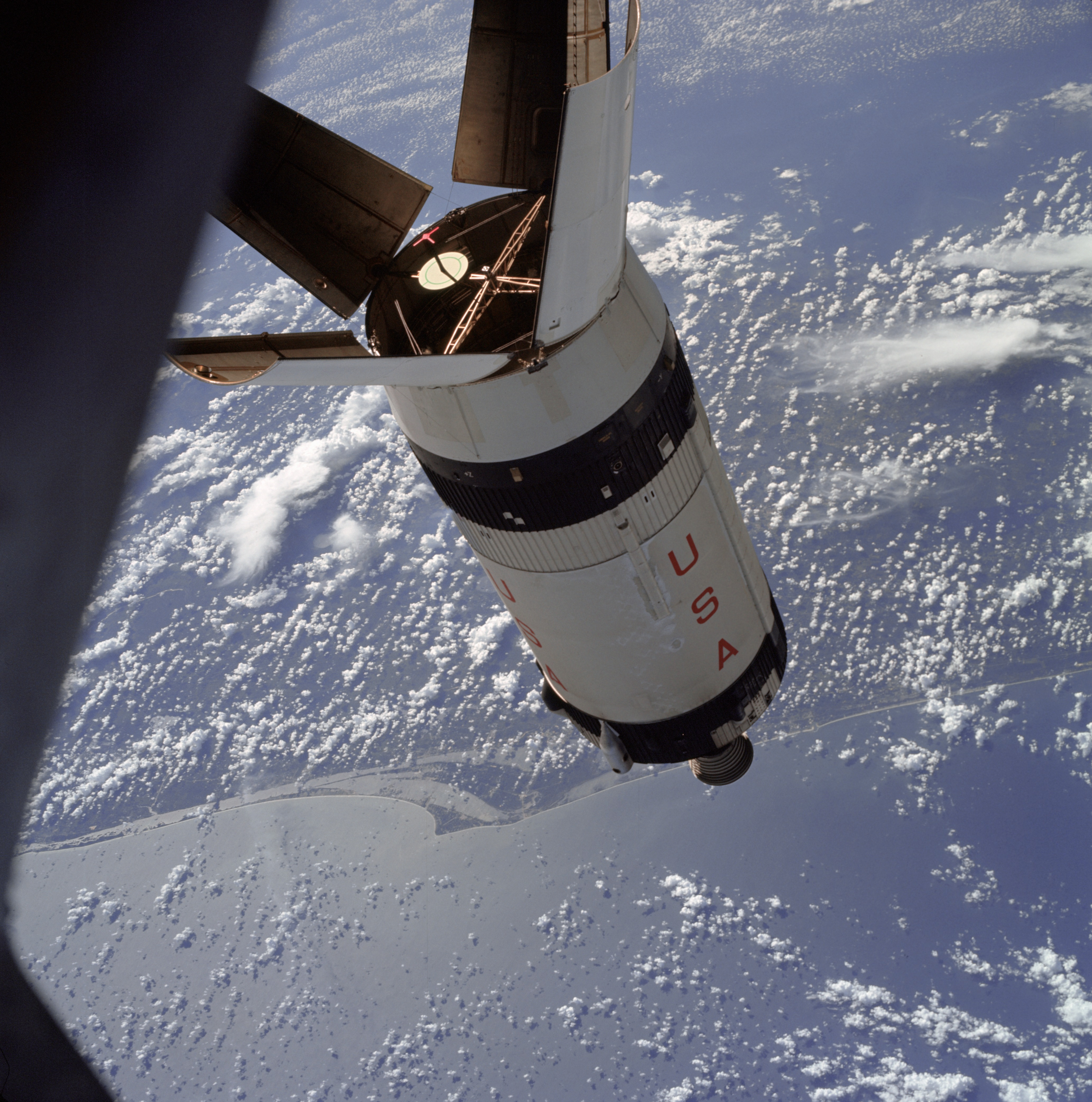
Tầng tên lửa S-IVB của Apollo 7 trên quỹ đạo

Các phi hành gia cũng thưởng thức một bữa trưa nóng hổi, bữa ăn nóng đầu tiên được chuẩn bị trên tàu vũ trụ của Mỹ. Schirra đã mang theo cà phê hòa tan bất chấp sự phản đối của các bác sĩ tại NASA, những người cho rằng nó không bổ sung thêm bất kỳ chất dinh dưỡng nào. Năm giờ sau khi phóng, ông cho biết đã uống và thưởng thức chiếc túi nhựa chứa đầy cà phê đầu tiên của mình.
Mục đích cuộc hẹn là để chứng minh khả năng khớp quỹ đạo (match orbits) và giải cứu LM của CSM trong trường hợp nỗ lực hạ cánh xuống Mặt Trăng bị hủy bỏ, hoặc sau khi cất cánh từ bề mặt thiên thể này. Theo kế hoạch, cuộc hẹn sẽ diễn ra vào ngày thứ hai; nhưng vào cuối ngày đầu tiên, Schirra thông báo rằng mình đã bị cảm lạnh. Mặc cho sự thuyết phục của Slayton, ông vẫn từ chối đề nghị của Trung tâm Kiểm soát Sứ mệnh yêu cầu phi hành đoàn bật nguồn và kiểm tra camera truyền hình trên tàu trước cuộc hẹn với lý do trời lạnh, phi hành đoàn chưa ăn gì và đã có một lịch trình rất dày đặc.
Cuộc hẹn lần này rất phức tạp do tàu vũ trụ Apollo 7 thiếu radar cuộc hẹn, thứ mà các sứ mệnh lên Mặt Trăng sẽ có. Động cơ cần thiết để đưa những chiếc Apollo CSM trong tương lai vào và ra khỏi quỹ đạo Mặt Trăng là SPS cũng chỉ mới được đốt cháy trên bệ thử nghiệm (test stand). Mặc dù tin tưởng rằng nó sẽ hoạt động, các phi hành gia vẫn lo ngại động cơ có thể khởi động theo cách không mong muốn và buộc sứ mệnh phải kết thúc sớm. Tuy những lần đốt cháy là do đội mặt đất tính toán, công việc cuối cùng trong quá trình điều khiển tới S-IVB lại yêu cầu Eisele dùng kính thiên văn và kính lục phân để tính toán các lần đốt cháy cuối cùng, còn Schirra sẽ sử dụng động cơ đẩy của hệ thống điều khiển phản lực (RCS) trên tàu. Eisele đã giật mình trước cú xóc dữ dội do kích hoạt SPS. Lực đẩy khiến Schirra la lên, "Yabba dabba doo!", câu khẩu hiệu liên quan đến loạt phim hoạt hình The Flintstones. Schirra đã cẩn thận điều khiển con tàu đến gần chiếc S-IVB đang nhào lộn không kiểm soát và hoàn thành cuộc hẹn thành công.
Buổi phát sóng truyền hình đầu tiên diễn ra vào ngày 14 tháng 10. Chương trình bắt đầu với hình ảnh một tấm thiếp ghi dòng chữ "Từ Căn phòng Apollo Đáng yêu trên đỉnh mọi thứ", gợi lại những câu tagline được các trưởng ban nhạc sử dụng trên những chương trình phát thanh thập niên 1930. Cunningham điều khiển máy quay còn Eisele làm người dẫn chương trình. Trong buổi phát sóng dài bảy phút, phi hành đoàn đã giới thiệu tàu vũ trụ và mang đến cho khán giả cái nhìn về miền Nam nước Mỹ. Trước khi kết thúc, Schirra giơ ra một tấm biển khác, "Keep those cards and letters coming in folks" (tạm dịch: "Hãy tiếp tục gửi đến chúng tôi những tấm thiếp và thư các bạn nhé"), một câu tagline radio thời xưa mới được Dean Martin sử dụng vào thời điểm ấy. Đây là buổi truyền hình trực tiếp đầu tiên được phát sóng từ tàu vũ trụ của Mỹ (Gordon Cooper đã truyền về những bức ảnh truyền hình quét chậm (slow scan television) từ Faith 7 vào năm 1963, nhưng chúng lại có chất lượng kém và không bao giờ được phát sóng). Theo Jones, các phi hành gia này đã giúp mang đến cho NASA những mối quan hệ vững chắc với công chúng. Tiếp nối là các buổi truyền hình thường nhật dài khoảng 10 phút, trong đó phi hành đoàn giơ nhiều tấm biển hơn và giáo dục khán giả về chuyến bay vũ trụ; sau khi trở về Trái Đất, họ đã được trao giải Emmy đặc biệt cho các buổi phát sóng.

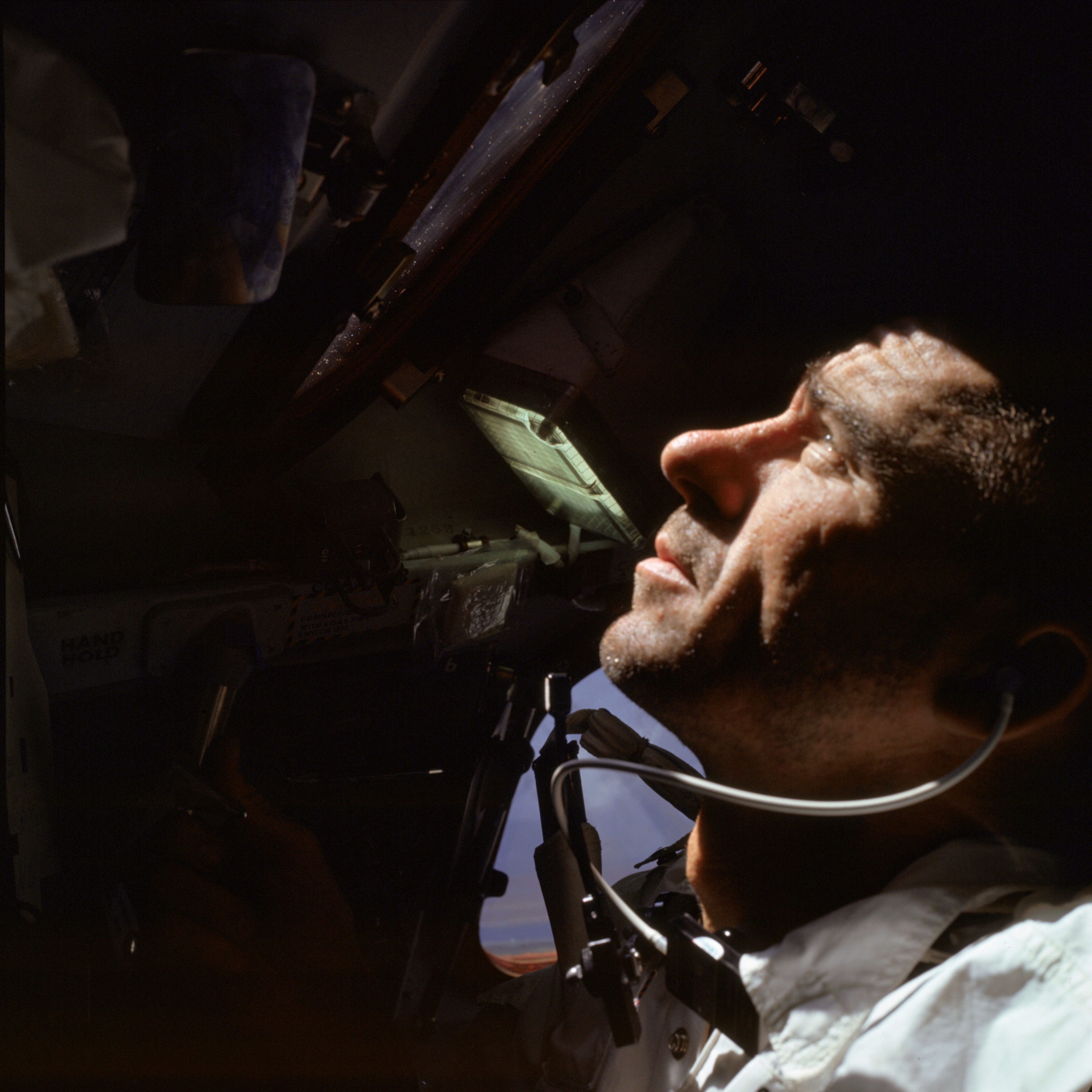
Cunningham trong sứ mệnh

Sau đó vào ngày 14 tháng 10, máy thu radar trên tàu đã có thể khóa vào máy phát trên mặt đất, một lần nữa cho thấy CSM trên quỹ đạo Mặt Trăng có thể giữ liên lạc với một chiếc LM đang quay trở lại từ bề mặt thiên thể này. Trong suốt phần còn lại của nhiệm vụ, phi hành đoàn tiếp tục chạy những thử nghiệm trên CSM bao gồm các hệ thống đẩy, điều hướng, môi trường, điện và kiểm soát nhiệt. Tất cả đều cho ra kết quả tốt; theo các tác giả Francis French và Colin Burgess, "Tàu vũ trụ Apollo được thiết kế lại tốt hơn bất kỳ ai từng hy vọng". Eisele nhận ra việc điều hướng không dễ dàng như mong đợi; ông cảm thấy khó sử dụng đường chân trời của Trái Đất để quan sát sao do độ mờ của bầu khí quyển, và nước thải ra khỏi tàu vũ trụ khiến việc phân biệt điểm lấp lánh nào là sao và điểm nào là hạt băng trở nên khó khăn. Đến cuối nhiệm vụ, động cơ SPS đã khởi động tám lần mà không gặp vấn đề gì.
Một khó khăn gặp phải là lịch trình ngủ, trong đó yêu cầu một thành viên phi hành đoàn phải luôn tỉnh giấc; Eisele phải thức trong khi những người khác ngủ và ngủ trong khoảng thời gian những người khác thức. Sự sắp xếp này không hiệu quả vì các thành viên phi hành đoàn khó có thể làm việc mà không gây ra tiếng ồn. Cunningham về sau nhớ lại việc mình từng thức dậy và thấy Eisele đang ngủ gật.

### Mâu thuẫn và đáp xuống biển
Schirra đã tức giận khi các nhà quản lý NASA cho phép tiến hành phi vụ phóng bất chấp gió, ông nói rằng "Sứ mệnh đã đẩy chúng tôi vào chân tường về mặt rủi ro". Jones cho biết, bất đồng này chỉ là khúc dạo đầu cho một cuộc giằng co về các quyết định chỉ huy đối với phần còn lại của nhiệm vụ. Thiếu ngủ và chứng cảm lạnh của Schirra có lẽ đã góp phần khiến xung đột giữa các phi hành gia và Trung tâm Kiểm soát Sứ mệnh thỉnh thoảng lại nổi lên trong suốt chuyến bay.

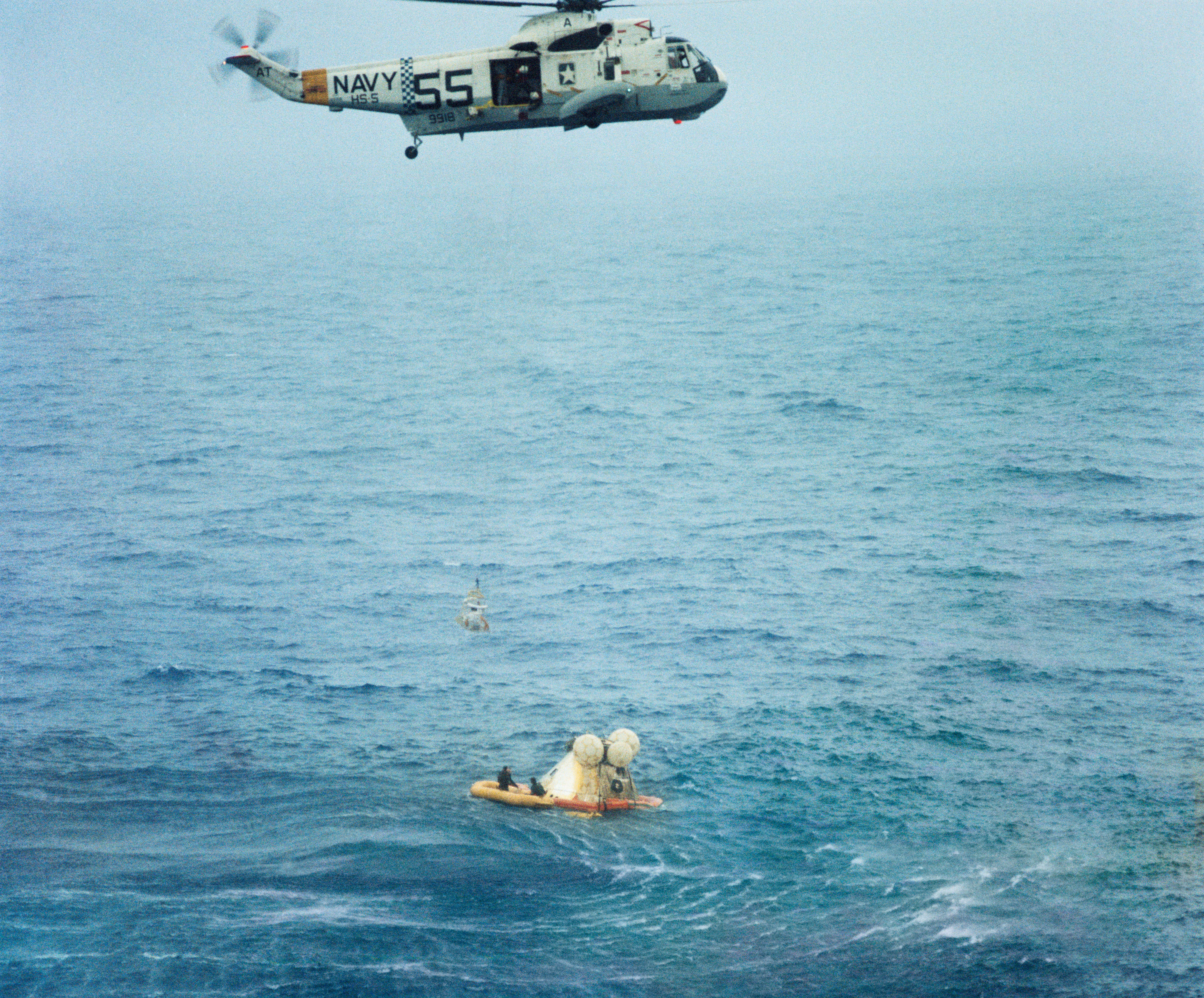
Một thành viên phi hành đoàn đang được đưa lên trực thăng thu hồi

Một nhân tố dẫn đến bất đồng giữa phi hành đoàn và Houston chính là việc thử nghiệm truyền phát. Sau khi Kiểm soát Sứ mệnh yêu cầu họ bật nguồn camera trước lịch trình nhằm mục đích kiểm tra, Schirra đã tức giận và tuyên bố rằng "tôi có thể cho các anh biết vào thời điểm này, buổi truyền hình sẽ bị trì hoãn mà không có bất kỳ thảo luận nào thêm cho đến sau cuộc hẹn". Schirra sau đó viết, "chúng tôi sẽ chống lại bất cứ điều gì cản trở mục tiêu nhiệm vụ chính. Vào buổi sáng ngày thứ Bảy này, một chương trình truyền hình rõ ràng đã làm cản trở [sứ mệnh]". Quyết định này cũng nhận được sự đồng tình từ Eisele; ông bày tỏ trong hồi ký của mình rằng phi hành đoàn đang bận rộn chuẩn bị cho cuộc diễn tập và "không muốn chuyển hướng sự chú ý của mình sang những điều có vẻ tầm thường vào thời điểm ấy". Theo French và Burgess, "Khi xem xét quan điểm này một cách khách quan – rằng trong một nhiệm vụ tập trung vào giai đoạn đầu (front-load), cuộc hẹn, việc căn chỉnh và kiểm tra động cơ nên được thực hiện trước khi phát sóng – thật khó để tranh luận với ông ta [Schirra]". Mặc dù Slayton đã nhượng bộ Schirra nhưng thái độ của vị chỉ huy vẫn khiến những người điều khiển chuyến bay ngạc nhiên.

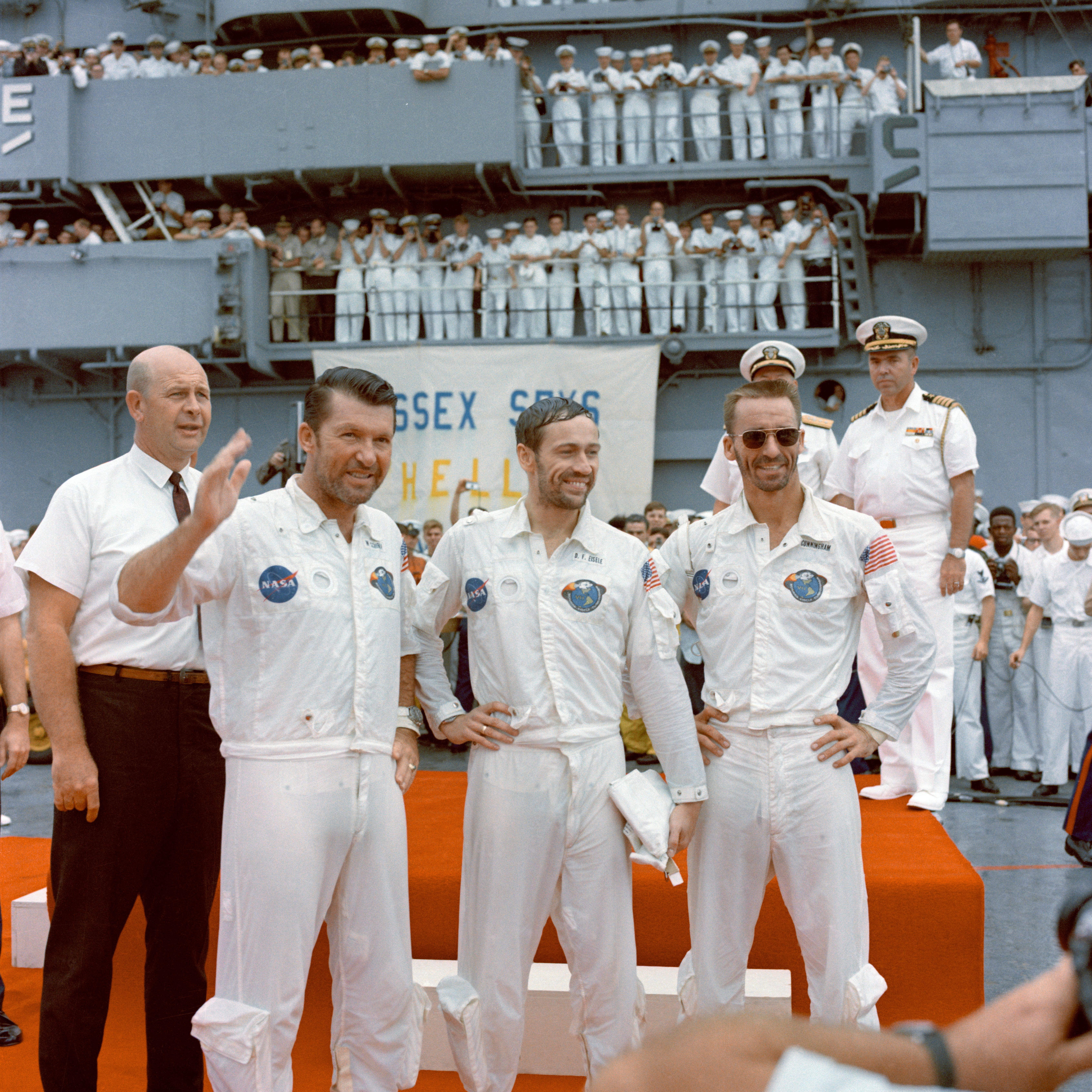
Phi hành đoàn được chào đón trên tàu USS Essex

Vào Ngày thứ 8, sau khi được yêu cầu làm theo một quy trình mới gửi lên từ mặt đất khiến cho máy tính bị treo, Eisele nói qua radio: "Chúng tôi đã không đạt được kết quả mà các người mong đợi. Chúng tôi không đạt được cái quái gì cả, trên thực tế ... dám cá là ... theo như chúng tôi lo ngại, gã nào đó ở dưới đấy đã phạm sai lầm lớn khi hắn cung cấp thứ ấy cho chúng tôi". Schirra sau đó bày tỏ niềm tin của mình rằng đây là dịp quan trọng duy nhất mà Eisele làm Houston thất vọng. Ngày kế tiếp thậm chí còn xuất hiện nhiều xung đột hơn, Schirra đã nói với Kiểm soát Sứ mệnh sau khi phải thực hiện nhiều lần khởi động hệ thống RCS để giữ cho tàu vũ trụ ổn định trong quá trình thử nghiệm rằng, "Tôi ước gì các người có thể tìm ra tên của gã ngốc đã nghĩ ra cuộc thử nghiệm này. Tôi muốn tìm ra và nói chuyện riêng với hắn khi quay về". Eisele cũng tham gia theo, "Trong khi các anh đang làm việc ấy, hãy tìm xem ai đã nghĩ ra 'thử nghiệm đường chân trời P22'; thứ đó cũng khá hay đấy".
Một nguồn căng thẳng nữa giữa Trung tâm Kiểm soát Sứ mệnh và phi hành đoàn là do Schirra liên tục bày tỏ quan điểm rằng việc tái thâm nhập nên được tiến hành khi cởi mũ bảo hiểm. Ông nhận thấy nguy cơ màng nhĩ của họ có thể vỡ do áp lực xoang từ chứng cảm lạnh; họ muốn được bịt mũi và thổi để cân bằng áp suất khi nó tăng lên trong quá trình tái thâm nhập. Điều này không thể thực hiện khi đội mũ. Trong nhiều ngày, Schirra từ chối lời khuyên nên đội mũ bảo hiểm từ phía mặt đất và cho rằng đó là đặc quyền đưa ra quyết định của mình với tư cách chỉ huy, mặc dù Slayton đã cảnh báo ông sẽ phải chịu trách nhiệm cho chuyện này sau chuyến bay. Schirra tuyên bố vào năm 1994, "Trong trường hợp này, tôi bị cảm lạnh và đã thảo luận đủ với mặt đất. Tôi không còn nhiều thời gian để nói về việc sẽ đội hay cởi mũ bảo hiểm. Về cơ bản, tôi đã nói, tôi đang ở trên tàu, tôi đang chỉ huy. Họ có thể đeo tất cả những chiếc băng tay màu đen mà họ muốn nếu tôi qua đời hoặc mất thính giác. Nhưng tôi có trách nhiệm phải hoàn thành nhiệm vụ". Phi hành đoàn đã không đội mũ bảo hiểm khi tái thâm nhập. Giám đốc Điều hành Chuyến bay Christopher C. Kraft yêu cầu lời giải thích về điều mà ông cho là sự không tuân lệnh với CAPCOM Stafford của Schirra. Kraft sau đó nói, "Schirra đang dùng quyền chỉ huy của mình để đưa ra quyết định cuối cùng, chỉ vậy thôi".
Apollo 7 lao xuống biển mà không xảy ra sự cố nào lúc 11:11:48 UTC ngày 22 tháng 10 năm 1968, cách Bermuda 200 hải lý (230 mi; 370 km) về hướng nam tây nam và 7 hải lý (8 mi; 13 km) về phía bắc tàu thu hồi USS Essex. Thời lượng nhiệm vụ là 10 ngày, 20 giờ, 9 phút và 3 giây.

## Đánh giá và kết quả

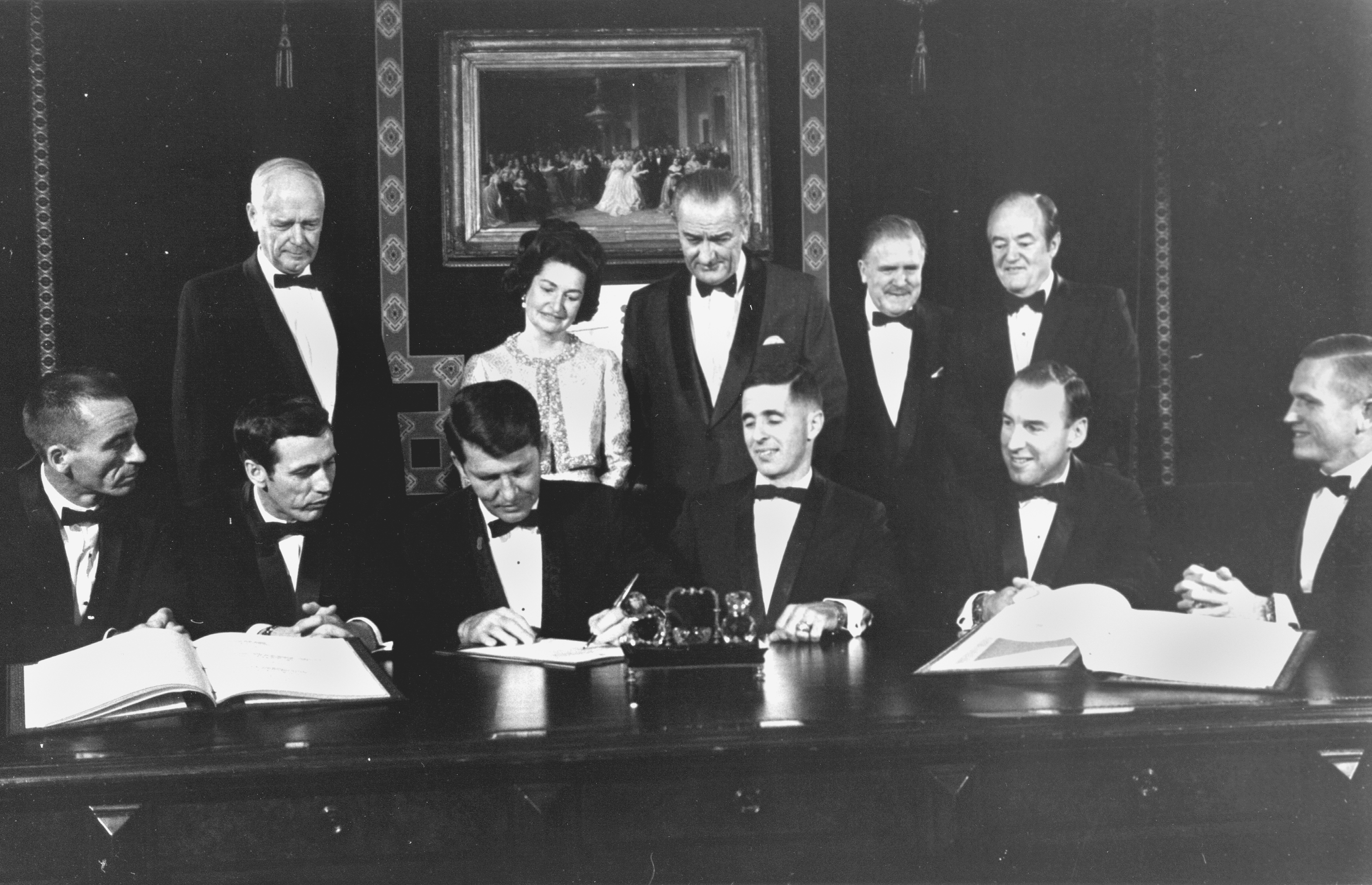
Các phi hành gia Apollo 7 và 8 tại Nhà Trắng cùng Tổng thống Lyndon và Đệ nhất Phu nhân Lady Bird Johnson, Phó Tổng thống Humphrey, Trưởng quản lý NASA James E. Webb và Charles Lindbergh

Sau sứ mệnh, NASA đã trao tặng Schirra, Eisele và Cunningham Huân chương Thành tích Đặc biệt (Exceptional Service Medal) nhằm ghi nhận thành công của họ. Ngày 2 tháng 11 năm 1968, Tổng thống Lyndon Johnson tổ chức một buổi lễ tại Trang trại LBJ ở Johnson City, Texas để trao huân chương cho các phi hành gia. Ông cũng trao tặng vinh dự cao nhất của NASA, Huân chương Thành tích Xuất sắc (Distinguished Service Medal), cho trưởng quản lý NASA mới nghỉ hưu James E. Webb vì "lãnh đạo xuất sắc chương trình không gian của Hoa Kỳ" kể từ khi bắt đầu Apollo. Johnson còn mời phi hành đoàn đến Nhà Trắng và họ đã đến đó vào tháng 12 năm 1968.
Bất chấp những khó khăn giữa phi hành đoàn và Trung tâm Kiểm soát Sứ mệnh, nhiệm vụ đã hoàn thành xuất sắc mục tiêu xác minh khả năng bay an toàn của mô-đun chỉ huy và dịch vụ Apollo, cho phép chuyến bay tới Mặt Trăng của Apollo 8 được tiếp tục chỉ hai tháng sau đó. John T. McQuiston viết trên tờ The New York Times sau cái chết của Eisele vào năm 1987 rằng thành công của Apollo 7 đã mang lại niềm tin mới cho chương trình không gian của NASA. Theo Jones, "Ba tuần sau khi phi hành đoàn Apollo 7 quay trở về, Trưởng quản lý NASA Thomas Paine bật đèn xanh cho Apollo 8 được phóng vào cuối tháng 12 và quay xung quanh quỹ đạo Mặt Trăng. Apollo 7 đã đưa NASA thoát khỏi những thách thức – đó là bước đi nhỏ đầu tiên trên con đường dẫn đến một sứ mệnh có phi hành đoàn khác, vào chín tháng sau, tới Biển Tĩnh Lặng".

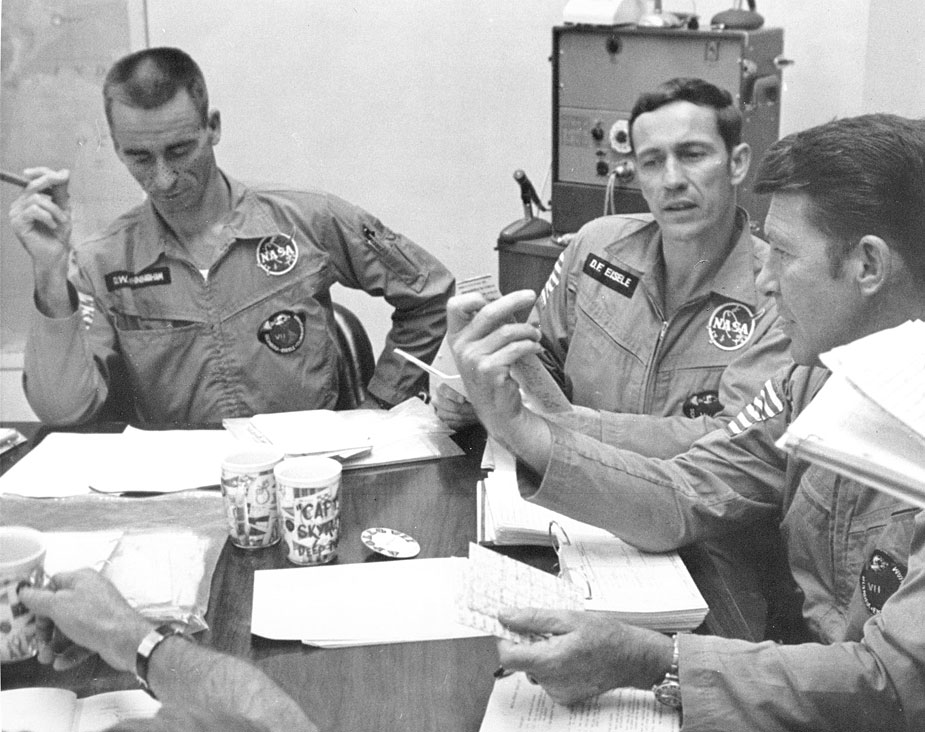
Phỏng vấn phi hành đoàn Apollo 7, ngày 23 tháng 10 năm 1968

Tướng Sam Phillips, Giám đốc Chương trình Apollo, cho biết vào thời điểm đó "Apollo 7 được ghi vào cuốn sách của tôi như một sứ mệnh hoàn hảo. Chúng tôi đã hoàn thành 101 phần trăm mục tiêu của mình". Kraft cũng dành lời khen cho phi hành đoàn, "họ đã chứng minh cho mọi người thấy rằng động cơ SPS là một trong những động cơ đáng tin cậy nhất mà chúng tôi từng đưa vào vũ trụ. Họ đã vận hành các Mô-đun Chỉ huy và Dịch vụ một cách thực sự chuyên nghiệp". Eisele viết, "Đôi khi chúng tôi xấc xược, cao tay và quỷ quyệt. Cứ gọi đó là hoang tưởng hoặc thông minh – nhưng nó đã giúp hoàn thành công việc. Chúng tôi đã có một chuyến bay tuyệt vời". Kranz tuyên bố vào năm 1998, "bây giờ tất cả chúng ta đều nhìn lại dưới một góc độ dài hơn. Schirra thực sự không đối xử tệ với chúng ta như đã nghĩ vào thời điểm đó. ... Quan trọng là, ngay cả với một người chỉ huy gắt gỏng, chúng ta đã hoàn thành công việc như một đội".
Không ai trong số các thành viên phi hành đoàn Apollo 7 bay vào vũ trụ một lần nào nữa. Theo Jim Lovell, "Apollo 7 là một chuyến bay rất thành công – họ đã làm việc xuất sắc – nhưng đó cũng là một chuyến bay gây nhiều tranh cãi. Tất cả họ đều chọc giận mọi người dưới mặt đất đất khá nhiều, và tôi nghĩ điều đó đã đặt dấu chấm hết cho các chuyến bay trong tương lai [đối với họ]". Schirra tuyên bố, trước chuyến bay, việc nghỉ hưu của ông ở NASA và Hải quân sẽ có hiệu lực từ ngày 1 tháng 7 năm 1969. Hai thành viên phi hành đoàn còn lại đã bị cản trở sự nghiệp du hành vũ trụ do tham gia vào Apollo 7; theo một số người, Kraft từng nói với Slayton rằng mình không sẵn lòng làm việc với bất kỳ thành viên phi hành đoàn nào trong tương lai. Cunningham nghe đồn về câu nói đó của Kraft và đến đối chất với ông vào đầu năm 1969; Kraft phủ nhận việc đưa ra tuyên bố "nhưng phản ứng của ông ta không giống với một người vô tội bị xúc phạm". Sự nghiệp của Eisele có khả năng cũng bị ảnh hưởng do trở thành phi hành gia đầu tiên ly hôn lúc còn đang hoạt động, sau đó là một cuộc tái hôn nhanh chóng và màn thể hiện thờ ơ với tư cách Phi công Mô-đun Chỉ huy dự phòng cho Apollo 10. Eisele từ chức tại Văn phòng Phi hành gia vào năm 1970, mặc dù ông vẫn làm việc cho NASA tại Trung tâm Nghiên cứu Langley ở Virginia cho đến năm 1972, khi đã đủ điều kiện nghỉ hưu. Cunningham được bổ nhiệm làm lãnh đạo bộ phận Skylab của Văn phòng Phi hành gia. Ông kể rằng mình từng được đề nghị một cách không chính thức để chỉ huy phi hành đoàn Skylab đầu tiên, nhưng khi quyền này thuộc về chỉ huy Apollo 12 Pete Conrad và Cunningham được đề nghị giữ vị trí chỉ huy dự phòng, ông đã từ chức phi hành gia vào năm 1971.
Schirra, Eisele và Cunningham là phi hành đoàn duy nhất trong tất cả các nhiệm vụ Apollo, Skylab và Apollo-Soyuz chưa được trao Huân chương Thành tích Xuất sắc ngay sau nhiệm vụ của họ (mặc dù Schirra đã nhận được huân chương này hai lần trước đó cho các nhiệm vụ Mercury và Gemini). Do vậy, Trưởng quản lý NASA Michael D. Griffin quyết định trao huân chương cho phi hành đoàn một cách muộn màng vào tháng 10 năm 2008, "[v]ì thành tích mẫu mực trong việc đáp ứng tất cả các mục tiêu của Apollo 7 và hơn thế nữa trong sứ mệnh Apollo đầu tiên có phi hành đoàn, mở đường cho chuyến bay đầu tiên lên Mặt Trăng trên Apollo 8 và cú hạ cánh đầu tiên xuống Mặt Trăng có phi hành đoàn trên Apollo 11". Vào thời điểm đó, chỉ có Cunningham là còn sống vì Eisele đã qua đời năm 1987 và Schirra năm 2007. Người vợ góa của Eisele nhận huân chương thay ông và thành viên phi hành đoàn Apollo 8 Bill Anders nhận huân chương của Schirra. Các phi hành gia Apollo khác, bao gồm Neil Armstrong, Buzz Aldrin và Alan Bean, cũng có mặt tại lễ trao giải. Kraft, người có xung đột với phi hành đoàn trong suốt nhiệm vụ, đã gửi một đoạn phim chúc mừng với thông điệp mang tính hòa giải, "Chúng tôi từng cho anh một khoảng thời gian khó khăn, nhưng anh chắc chắn đã vượt qua chuyện đó và đã thể hiện rất tốt kể từ lúc ấy ... Thành thật mà nói, tôi rất tự hào được gọi anh là bạn".

## Huy hiệu sứ mệnh

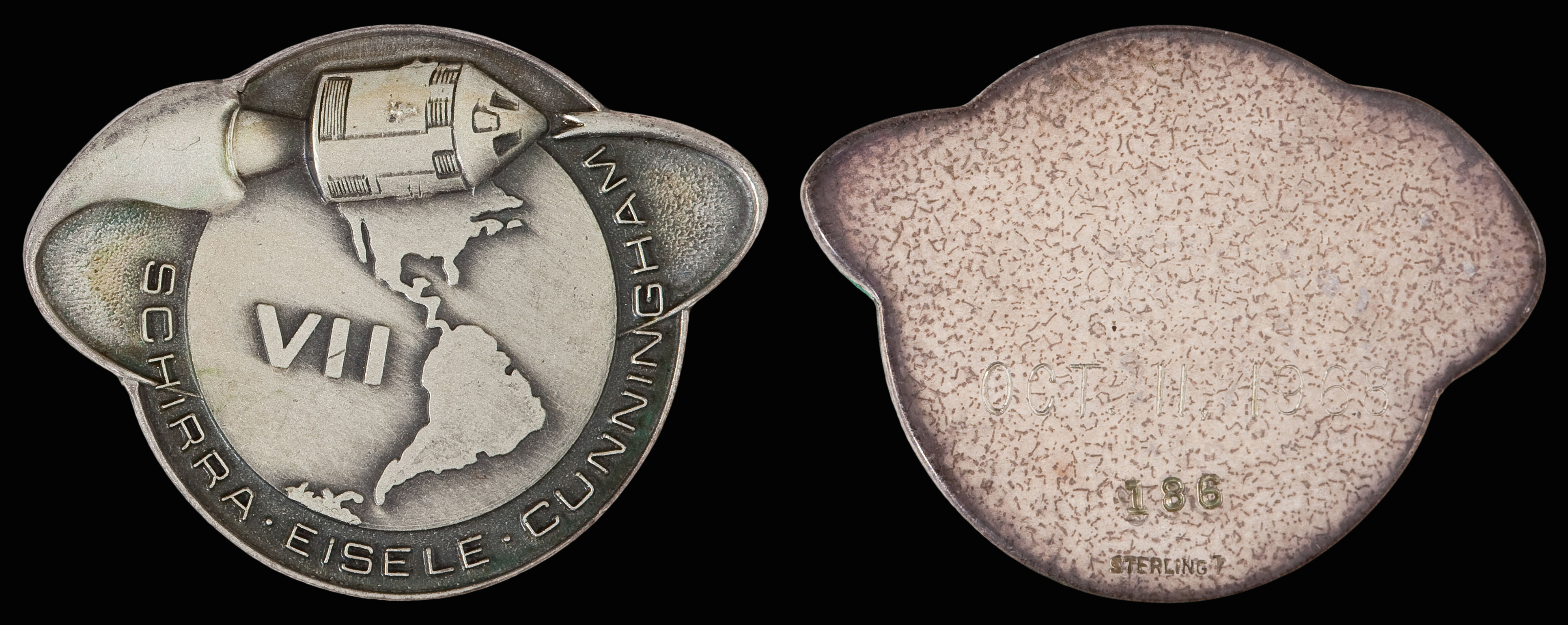
Huy chương Robbins bay trên Apollo 7

Huy hiệu của chuyến bay có hình một mô-đun chỉ huy và dịch vụ với động cơ SPS đang đốt cháy, vệt từ ngọn lửa đó bao quanh quả địa cầu và kéo dài qua các cạnh miếng vá (patch), tượng trưng cho bản chất quỹ đạo Trái Đất của sứ mệnh. Chữ số La Mã VII xuất hiện ở Nam Thái Bình Dương và tên của phi hành đoàn nằm trên một vòng cung rộng màu đen ở phía dưới. Miếng vá được thiết kế bởi nhân viên Allen Stevens của Rockwell International.

## Vị trí phi thuyền
Tháng 1 năm 1969, mô-đun chỉ huy Apollo 7 được mang ra trưng bày trên chiếc phao của NASA trong lễ diễu hành nhậm chức của Tổng thống Richard M. Nixon. Các phi hành gia Apollo 7 thì ngồi trên một chiếc ô tô mui trần. Sau khi chuyển đến Viện Smithsonian vào năm 1970, Bảo tàng Khoa học và Công nghệ Quốc gia Canada ở Ottawa, Ontario đã mượn lại tàu vũ trụ. Nó được trả về cho Hoa Kỳ vào năm 2004. Hiện tại, CM Apollo 7 đang được cho mượn tại Bảo tàng Frontiers of Flight ở sân bay Dallas Love Field thuộc Dallas, Texas.

## Mô tả trên phương tiện truyền thông

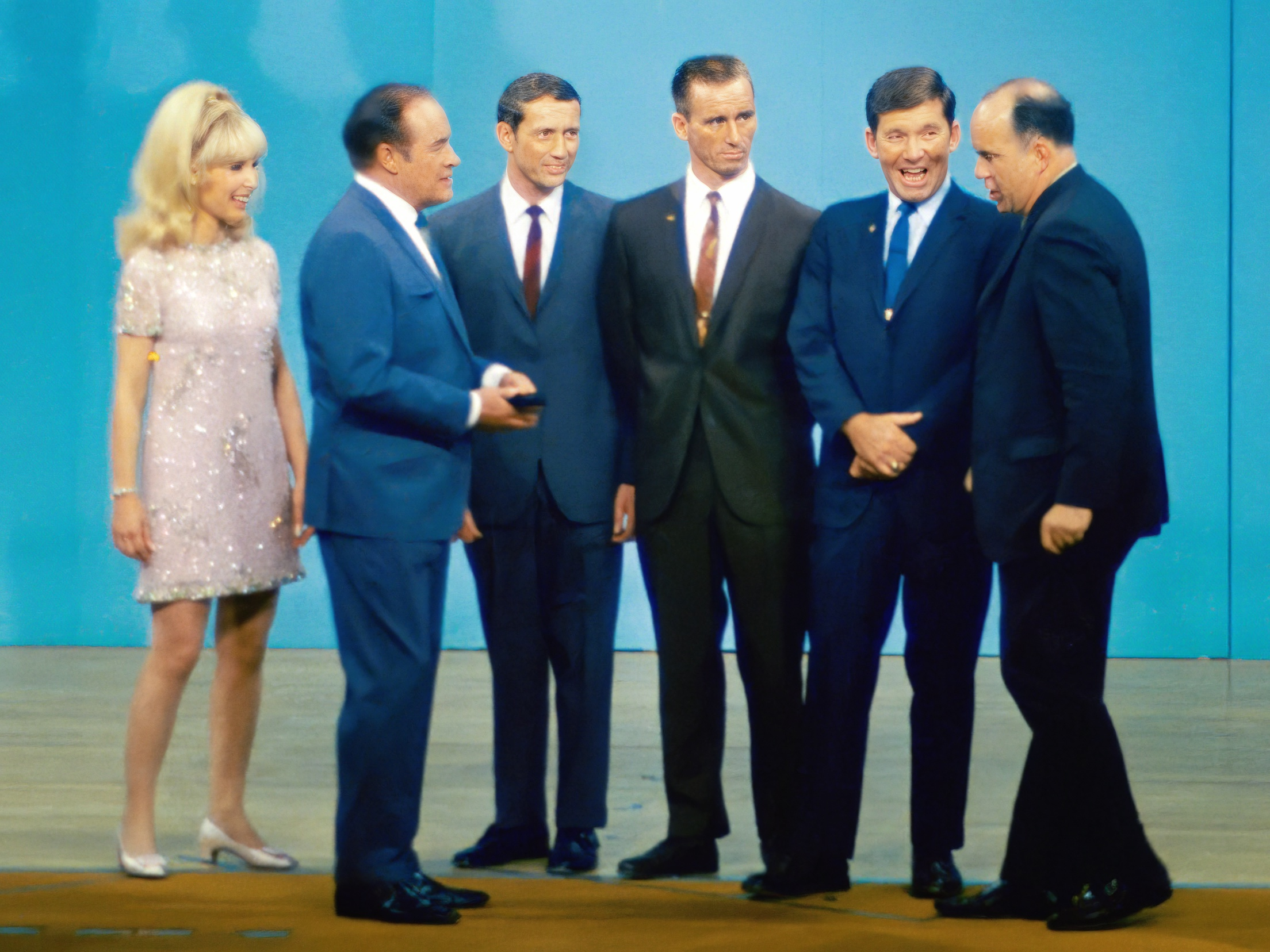
Barbara Eden, Bob Hope, Eisele, Cunningham, Schirra và "tiếng nói của Trung tâm Kiểm soát Sứ mệnh" Paul Haney trên chương trình The Bob Hope Show.

Vào ngày 6 tháng 11 năm 1968, diễn viên hài Bob Hope đã phát sóng chương trình truyền hình tạp kỹ đặc biệt của ông từ Trung tâm Tàu vũ trụ có Người lái của NASA ở Houston để tôn vinh phi hành đoàn Apollo 7. Barbara Eden, ngôi sao của loạt hài kịch tình huống I Dream of Jeannie, trong đó có những phi hành gia hư cấu giữa các nhân vật định kỳ của series, đã xuất hiện cùng với Schirra, Eisele và Cunningham.
Schirra đã vượt qua cơn cảm lạnh mà mình mắc phải trên Apollo 7 bằng bản hợp đồng quảng cáo truyền hình với tư cách là người phát ngôn của Actifed, một phiên bản thuốc không kê đơn mà ông từng sử dụng trong không gian.

Sứ mệnh Apollo 7 về sau được kịch tính hóa trong loạt phim truyền hình năm 1998 From the Earth to the Moon tập "We Have Cleared the Tower", với Mark Harmon vai Schirra, John Mese vai Eisele, Fredric Lehne vai Cunningham và Nick Searcy vai Slayton.

## Thư viện ảnh

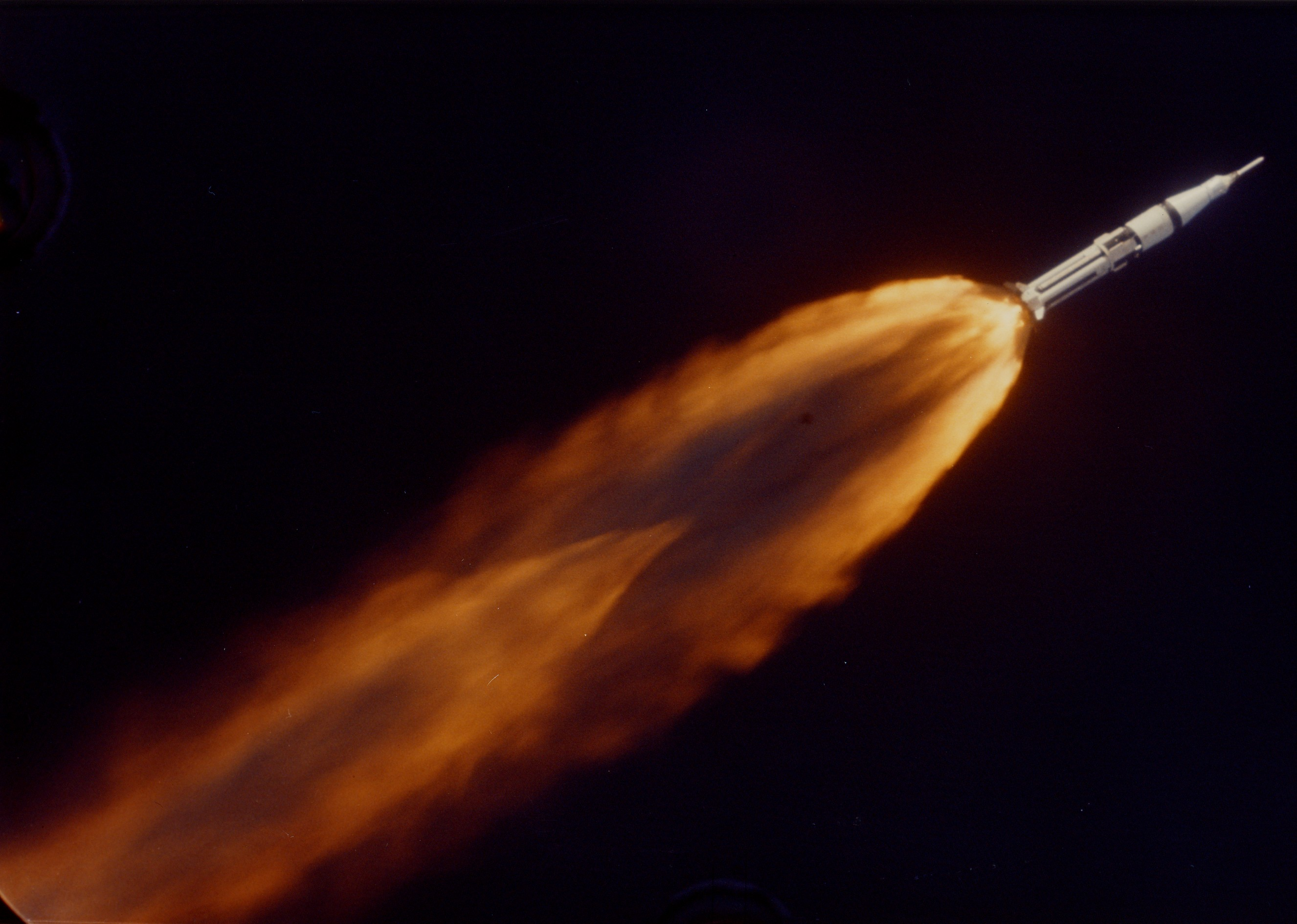
Apollo 7 trong chuyến bay
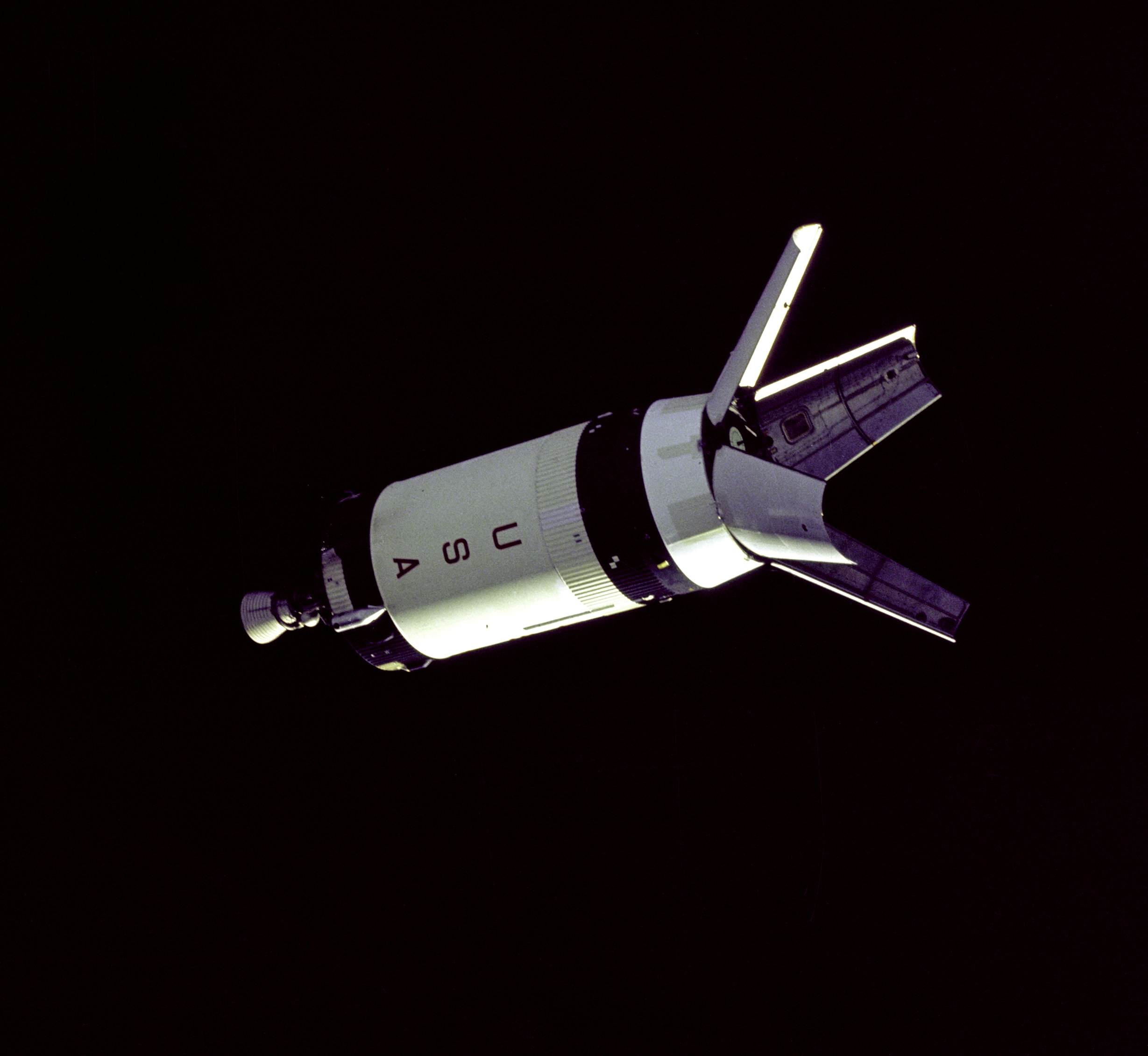
Tầng S-IVB nhìn từ xa
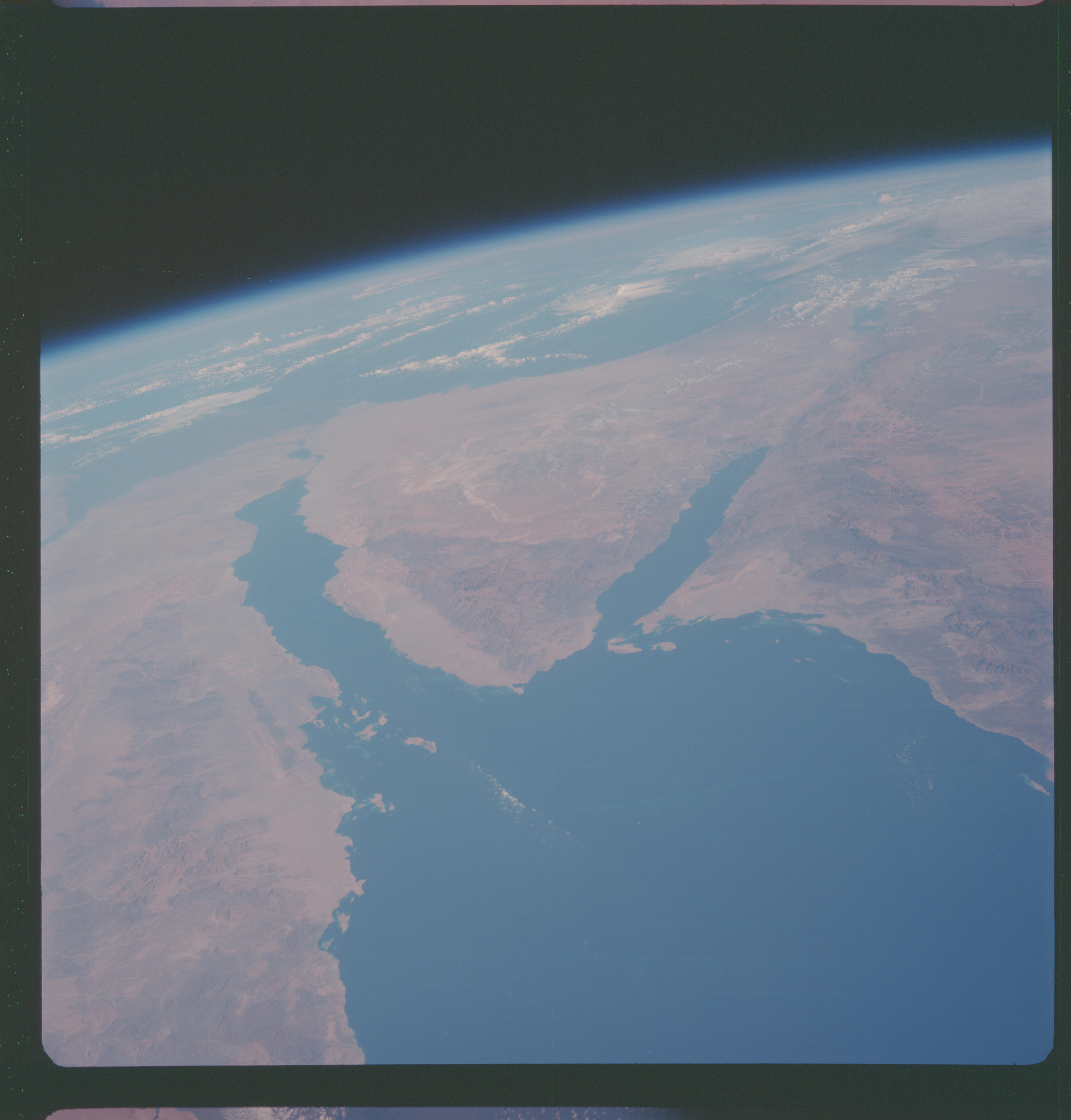
Quang cảnh bán đảo Sinai nhìn từ Apollo 7
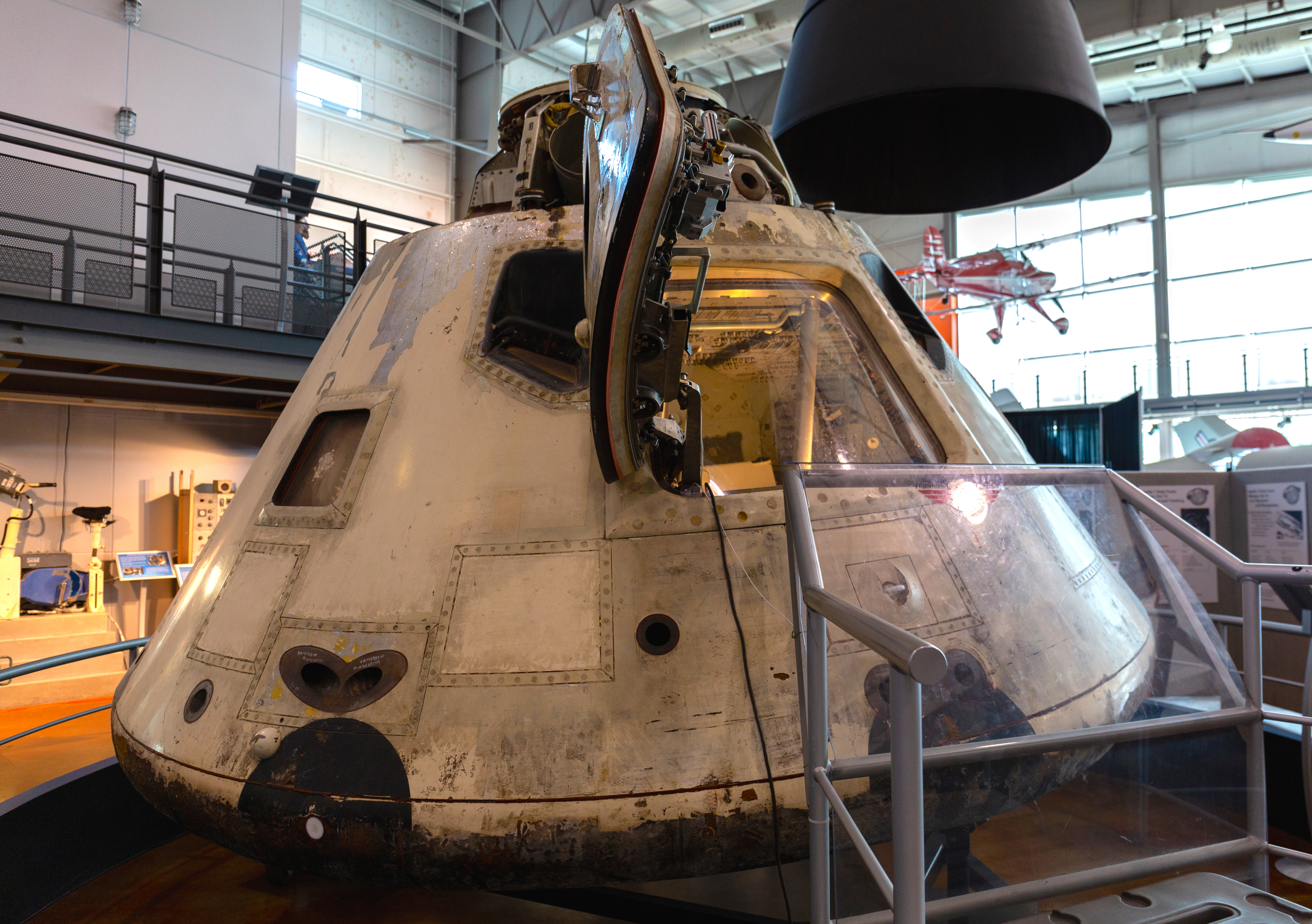
Mô-đun chỉ huy Apollo 7 tại địa điểm trưng bày